# Giải vô địch bóng đá châu Âu 2020
Giải vô địch bóng đá châu Âu 2020, hay còn gọi là UEFA Euro 2020, là giải vô địch bóng đá châu Âu lần thứ 16, giải vô địch bóng đá quốc tế của châu Âu tổ chức bốn năm một lần bởi Liên đoàn bóng đá châu Âu (UEFA). Nhân sự kiện kỷ niệm "sinh nhật" lần thứ 60 của giải, cựu chủ tịch UEFA Michel Platini đã nói rằng giải đấu tổ chức ở một số quốc gia như là một sự kiện "trong mơ" một lần, với 11 thành phố thuộc 11 quốc gia UEFA, mỗi thành phố có một địa điểm tổ chức giải đấu. Đương kim vô địch lúc đó là Bồ Đào Nha, đội giành chức vô địch giải vô địch bóng đá châu Âu 2016 trước đội chủ nhà Pháp, đã bị loại sau khi thất bại trước Bỉ ở vòng 16 đội. Ý đã giành chức vô địch lần thứ hai trong lịch sử sau khi vượt qua Anh trong trận chung kết bằng loạt đá luân lưu 11m do hai đội hòa nhau với tỉ số 1–1 sau khi đã có hai tiếng thi đấu chính thức.
Do đại dịch COVID-19 tại châu Âu vào năm 2020 nên giải đấu đã bị lùi sang mùa hè năm 2021, nhưng vẫn giữ tên gọi UEFA Euro 2020 cũng như các địa điểm tổ chức ban đầu. Bên cạnh những quy định đặc biệt nhằm phòng chống dịch COVID-19, UEFA cũng đã cho phép tăng số cầu thủ dự bị được phép vào sân trong một trận đấu, và lần đầu tiên sử dụng hệ thống trợ lý trọng tài video (VAR) tại giải vô địch bóng đá châu Âu.
Ban đầu, 13 địa điểm đã được chọn để tổ chức giải đấu, nhưng sau đó 2 chủ nhà đã bị loại bỏ: Grimbergen (Bruxelles) vào tháng 12 năm 2017 sau khi sân Eurostadium không thể được xây dựng, và Dublin vào tháng 4 năm 2021 do không thể đảm bảo được việc khán giả có thể tới sân vì dịch. Ban đầu, Tây Ban Nha muốn tổ chức giải đấu tại Bilbao nhưng sau đó đã chuyển sang Sevilla để cho phép các khán giả có thể vào sân xem trận đấu. UEFA chọn sân vận động Olimpico ở Roma để tổ chức trận đấu mở màn giữa Ý và Thổ Nhĩ Kỳ, trong khi sân vận động Wembley ở Luân Đôn lần thứ 2 được tổ chức các trận bán kết và chung kết, trước đây đã từng làm điều này tại giải đấu năm 1996 trên nền sân vận động cũ.
Đây là giải đấu nhận được sự ủng hộ của người hâm mộ và các bình luận viên, với số bàn thắng nhiều nhất trong một trận đấu ở giải vô địch châu Âu kể từ vòng bảng, và chỉ có hai trận đấu không có bàn thắng. Phong cách cầm còi cũng nhận được sự tán dương nhiệt liệt, với việc hạn chế sử dụng VAR và những quyết định của họ cũng được thực hiện một cách nhanh chóng trên sân. Ngoài ra, giải đấu này còn chứng kiến những điều khó tin khi các đội bóng lớn như Bỉ, Hà Lan, Thụy Điển, và Pháp đã thua trước những đội bóng xếp hạng thấp hơn, và chứng kiến 11 pha phản lưới nhà, nhiều hơn cả số lần phản lưới nhà của các kì Euro trước đó cộng lại.

## Quá trình đăng cai
Trong khi một số quốc gia đã bày tỏ sự quan tâm đến việc giành quyền đăng cai Euro 2020, thì chủ tịch UEFA Michel Platini đề xuất tại một cuộc họp báo vào ngày 30 tháng 6 năm 2012, một ngày trước chung kết giải vô địch bóng đá châu Âu 2012, thay vì có một quốc gia chủ nhà (hoặc chủ nhà chung bởi nhiều quốc gia), Euro 2020 có thể trải rộng trên "12 hoặc 13 thành phố" trên khắp châu lục. Vào thời điểm đó, UEFA đã sử dụng một hệ thống các nước chủ nhà tương tự cho "Elite Round" của Giải vô địch bóng đá U-17 châu Âu, nơi bảy bảng đấu được tổ chức tại bảy quốc gia khác nhau.

### Quyết định thể thức châu Âu
Vào ngày 6 tháng 12 năm 2012, UEFA đã công bố vòng chung kết 2020 sẽ được tổ chức tại nhiều thành phố trên khắp châu Âu để đánh dấu kỷ niệm 60 năm thành lập giải đấu. Việc lựa chọn các thành phố chủ nhà không đảm bảo một suất vé vào thẳng vòng bảng cho đội tuyển quốc gia của nước đó.
UEFA lý luận rằng việc tổ chức giải đấu theo dạng Liên châu Âu là quyết định hợp lý trong lúc Khủng hoảng nợ công châu Âu diễn ra. Kế hoạch của UEFA nhận được phản ứng trái chiều trên khắp châu Âu. Các nhà phê bình đã trích dẫn và cho rằng việc mở rộng thể thức (từ 31 trận đấu với 16 quốc gia thành 51 trận đấu với 24 quốc gia) và các chi phí bổ sung có liên quan là yếu tố quyết định dẫn đến chỉ một quốc gia duy nhất (Thổ Nhĩ Kỳ) tham gia đấu thầu một cách nghiêm túc.

### Địa điểm ứng viên
Danh sách cuối cùng của các ứng cử chủ nhà được xuất bản bởi UEFA vào ngày 26 tháng 4 năm 2014. Các quốc gia, các thành phố chủ nhà được quyết định bởi Ủy ban điều hành UEFA vào ngày 19 tháng 9 năm 2014. Có hai ứng cử cho gói "Vòng chung kết" (trong đó có 1 ứng cử đấu thầu thành công, được đánh dấu bằng màu xanh dương, tổ chức bán kết và chung kết) và 19 ứng cử cho gói "Tiêu chuẩn" (trong đó có 12 ứng cử đã đấu thầu thành công, được đánh dấu bằng màu xanh lá cây, tổ chức vòng tứ kết và vòng bảng, và những ứng cử được đánh dấu bàng màu vàng sẽ tổ chức vòng 16 đội và vòng bảng); Brussels, được đánh dấu bằng màu đỏ, ban đầu đã được chọn nhưng sau đó bị loại khỏi danh sách các địa điểm tổ chức giải đấu bởi UEFA vào ngày 7 tháng 12 năm 2017.
Cộng hòa Ireland, quốc gia mà được đánh dấu bằng màu đỏ, ban đầu được chọn nhưng bị UEFA loại khỏi danh sách địa điểm đăng cai vào ngày 23 tháng 4 năm 2021. Cùng ngày, UEFA cũng thông báo các trận đấu tại Tây Ban Nha sẽ được chuyển từ thành phố Bilbao sang Sevilla.
| Quốc gia         | Thành phố        | Địa điểm                                                   | Sức chứa                                      | Gói                                    | Kết quả                                                               |
| ---------------- | ---------------- | ---------------------------------------------------------- | --------------------------------------------- | -------------------------------------- | --------------------------------------------------------------------- |
| Azerbaijan       | Baku             | Sân vận động Olympic                                       | 68.700                                        | Gói tiêu chuẩn                         | Vòng bảng và tứ kết                                                   |
| Belarus          | Minsk            | Sân vận động Dinamo                                        | 34.000 (được mở rộng đến 39.000)              | Gói tiêu chuẩn                         | Từ chối                                                               |
| Bỉ               | Brussels         | Sân vận động Euro (sân vận động quốc gia mới được đề xuất) | 50.000 (khả năng 62.613)                      | Gói tiêu chuẩn                         | Vòng bảng và vòng 16 đội (sau đó đã hủy bỏ)                           |
| Bulgaria         | Sofia            | Sân vận động Quốc gia Vasil Levski                         | 43.000 (được mở rộng đến 50.000)              | Gói tiêu chuẩn                         | Từ chối                                                               |
| Đan Mạch         | Copenhagen       | Sân vận động Parken                                        | 38.065                                        | Gói tiêu chuẩn                         | Vòng bảng và vòng 16 đội                                              |
| Anh              | Luân Đôn         | Sân vận động Wembley                                       | 90.000                                        | Gói chung kết (Gói tiêu chuẩn rút lui) | Bán kết và chung kết Vòng bảng và vòng 16 đội (sau đó đã thêm)        |
| Đức              | Munich           | Allianz Arena                                              | 75.000                                        | Gói tiêu chuẩn, Gói chung kết          | Vòng bảng và tứ kết                                                   |
| Hungary          | Budapest         | Puskás Aréna                                               | 56.000 (sân vận động mới 68.000 được đề xuất) | Gói tiêu chuẩn                         | Vòng bảng và vòng 16 đội                                              |
| Israel           | Jerusalem        | Sân vận động Teddy                                         | 34.000 (được mở rộng đến 53.000)              | Gói tiêu chuẩn                         | Từ chối                                                               |
| Ý                | Roma             | Sân vận động Olimpico                                      | 72.698                                        | Gói tiêu chuẩn                         | Trận mở màn, vòng bảng và tứ kết                                      |
| Macedonia        | Skopje           | Philip II Arena                                            | 33.460                                        | Gói tiêu chuẩn                         | Từ chối                                                               |
| Hà Lan           | Amsterdam        | Amsterdam Arena                                            | 54.990 (được mở rộng đến khoảng 56.000)       | Gói tiêu chuẩn                         | Vòng bảng và vòng 16 đội                                              |
| Cộng hòa Ireland | Dublin           | Sân vận động Aviva                                         | 51.700                                        | Gói tiêu chuẩn                         | Vòng bảng và vòng 16 đội (sau đó đã bị hủy bỏ)                        |
| România          | Bucharest        | Arena Națională                                            | 55.600                                        | Gói tiêu chuẩn                         | Vòng bảng và vòng 16 đội                                              |
| Nga              | Sankt-Peterburg  | Sân vận động Krestovsky                                    | 68.134                                        | Gói tiêu chuẩn                         | Vòng bảng và tứ kết                                                   |
| Scotland         | Glasgow          | Hampden Park                                               | 52.063                                        | Gói tiêu chuẩn                         | Vòng bảng và vòng 16 đội                                              |
| Tây Ban Nha      | Bilbao           | San Mamés                                                  | 53.289                                        | Gói tiêu chuẩn                         | Vòng bảng và vòng 16 đội (sau đó đã chuyển sang La Cartuja ở Sevilla) |
| Thụy Điển        | Solna, Stockholm | Friends Arena                                              | 54.329                                        | Gói tiêu chuẩn                         | Bị loại                                                               |
| Wales            | Cardiff          | Sân vận động Thiên niên kỷ                                 | 74.500                                        | Gói tiêu chuẩn                         | Bị loại                                                               |

1. ↑  Đã đổi tên thành Johan Cruyff Arena vào năm 2018

## Ảnh hưởng của đại dịch COVID-19 và lùi thời gian

### Bùng phát đại dịch và quyết định trì hoãn
Đầu năm 2020, đại dịch COVID-19 tại châu Âu đã gây ra mối lo ngại về tác động nguy hiểm của đại dịch lên các cầu thủ, nhân viên và du khách đến với 12 quốc gia chủ nhà của giải. Tại Đại hội UEFA vào đầu tháng Ba, chủ tịch UEFA Aleksander Čeferin cho rằng tổ chức này vẫn đang lạc quan rằng vẫn có thể giải quyết được tình huống này, trong khi thư ký Theodore Theodoridis tuyên bố rằng UEFA vẫn đang duy trì mối liên lạc với Tổ chức Y tế Thế giới và chính phủ các quốc gia về virus corona. Ảnh hưởng của đại dịch tới bóng đá ngày càng nghiêm trọng vào cuối tháng 3, khi nhiều trận đấu thuộc giải quốc nội và UEFA bắt đầu trong điều kiện không có khán giả. Cho tới ngày 13 tháng 3 năm 2020, những trận đấu sắp tới của các giải đấu thuộc hệ thống UEFA đã bị hoãn, trong khi nhiều giải đấu lớn của châu Âu cũng đều bị tạm hoãn, trong đó có Bundesliga, La Liga, Ligue 1, Premier League và Serie A.
UEFA đã tổ chức một cuộc họp video vào ngày 17 tháng 3 năm 2020 cùng đại diện của 55 quốc gia thành viên, đại diện Hiệp hội Cầu thủ Chuyên nghiệp Thế giới và hội đồng Hiệp hội các Câu lạc bộ Châu Âu và của các giải quốc nội châu Âu, để cùng thảo luận về giải pháp đối phó với sự bùng phát này đối với các giải đấu quốc nội và châu Âu, trong đó có Euro 2020. Tại cuộc họp này, UEFA đã tuyên bố giải đấu sẽ bị lùi lại một năm, đồng thời đề xuất giải đấu được tổ chức từ ngày 11 tháng 6 đến ngày 11 tháng 7 năm 2021. Quyết định lùi lại này giúp giảm áp lực lên các dịch vụ công cộng ở các quốc gia bị ảnh hưởng, đồng thời cũng tạo điều kiện cho lịch thi đấu của các giải đấu quốc nội châu Âu đã bị tạm hoãn có thể hoàn thành mùa giải của họ. Một ngày sau đó, văn phòng hội đồng FIFA đã phê duyệt việc điều chỉnh lịch thi đấu Trận đấu Quốc tế FIFA. Kết quả là, Giải vô địch bóng đá thế giới các câu lạc bộ mở rộng, giải đấu được tổ chức vào tháng 6 và tháng 7 năm 2021, đã bị hoãn lại. Vào ngày 23 tháng 4 năm 2020, UEFA đã xác nhận rằng giải đấu vẫn sẽ giữ tên gọi là UEFA Euro 2020.

### Kế hoạch khán giả và sự thay đổi địa điểm
Vào tháng 5 năm 2020, Čeferin tuyên bố rằng về nguyên tắc, giải đấu sẽ diễn ra ở 12 thành phố chủ nhà của giải đấu. Tuy nhiên, ông không chỉ ra khả năng phải giảm bớt số thành phố chủ nhà, khi mà ba quốc gia chủ nhà không chắc việc các trận đấu có thể diễn ra theo lịch thi đấu mới. Địa điểm tổ chức và lịch thi đấu của giải đã được Ủy ban điều hành UEFA xem xét lại trong cuộc họp vào ngày 17 tháng 6 năm 2020. Trong cuộc họp đó, UEFA đã xác nhận rằng tất cả 12 thành phố chủ nhà ban đầu vẫn sẽ duy trì việc làm chủ nhà của giải đấu trong năm 2021, và thông qua việc điều chỉnh lịch thi đấu. Tuy nhiên, Čeferin đã tuyên bố vào tháng 10 năm 2020 rằng việc giải đấu được tổ chức ở ít hơn 12 quốc gia chủ nhà ban đầu vẫn có thể xảy ra. Một tháng sau đó, UEFA tuyên bố rằng họ "dự định tổ chức Euro 2020 theo một định dạng và các địa điểm mà đã được xác nhận đầu năm nay và chúng tôi đang theo sát tất cả các thành phố chủ nhà về khâu chuẩn bị". Họ cũng cho biết rằng mỗi chủ nhà đang thảo luận với UEFA và chính quyền y tế địa phương về việc địa điểm đăng cai có thể tổ chức các trận đấu với sức chứa tối đa, từ 100% đến 50% sức chứa, 33% sức chứa hay không có khán giả. Mỗi thành phố chủ nhà được lựa chọn hai hay ba kế hoạch trong số 4 lựa chọn này. Lệnh hạn chế này cũng có thể bao gồm việc chỉ những khán giả địa phương được phép đến sân xem trận đấu. Quyết định cuối cùng về việc phương án nào sẽ được áp dụng lên từng địa điểm ban đầu đã được quyết định vào ngày 5 tháng 3 năm 2021. Vào tháng 10 năm 2020, các trận đấu do UEFA tổ chức sẽ bị hoãn tổ chức ở Armenia và Azerbaijan cho đến khi có thông báo mới do chiến tranh Nagorno-Karabakh 2020. Tuy nhiên, điều này không ảnh hưởng đến kế hoạch của các trận đấu Euro 2020 được tổ chức tại Baku. Lệnh hạn chế này đã được dỡ bỏ vào tháng 12 năm 2020 sau thỏa thuận đình chiến giữa hai quốc gia này.
Trong bài phỏng vấn vào đầu năm mới, Čeferin nói rằng, "Việc sản xuất vắc-xin đã bắt đầu và tôi nghĩ rằng chúng ta sẽ được đón toàn bộ khán giả vào mùa hè. Cho đến bây giờ, kế hoạch là tổ chức giải ở cả 12 quốc gia. Tất nhiên, sẽ có phương án dự phòng nếu một quốc gia có vấn đề. Chúng tôi sẵn sàng tổ chức giải đấu ở 11, 10 hoặc 9 thành phố... và thậm chí là chỉ ở một quốc gia, nếu cần thiết. Tuy nhiên, tôi đã chắc chắn đến 99.9% rằng chúng ta sẽ tổ chức giải vô địch châu Âu ở cả 12 quốc gia, như kế hoạch." Vào ngày 27 tháng 1 năm 2021, UEFA đã gặp gỡ các hiệp hội của các quốc gia chủ nhà để thảo luận về các vấn đề trong việc tổ chức, và tái khẳng định rằng giải đấu sẽ được tổ chức tại 12 thành phố. Hạn chót cho các thành phố chủ nhà để xác nhận sức chứa dự kiến của họ đã được lùi tới ngày 7 tháng 4 năm 2021, và quyết định cuối cùng đối với các thành phố chủ nhà và khán giả đến sân ban đầu đã được Ủy ban điều hành UEFA quyết định vào ngày 19 tháng 4 năm 2021. Ngày hôm sau, UEFA cũng đã thông báo rằng Daniel Koch, cựu giám đốc trung tâm các bệnh truyền nhiễm tại Văn phòng Y tế Công cộng Liên bang Thụy Sĩ, sẽ đảm nhận công việc cố vấn y khoa của giải đấu đối với những vấn đề liên quan đến đại dịch COVID-19. Vào tháng 2 năm 2021, Hiệp hội bóng đá Israel đề nghị tổ chức một số trận đấu thuộc giải đấu quốc nội có tỷ lệ tiêm chủng cao. Tuy nhiên, UEFA đã từ chối việc này, đồng thời nhắc lại cam kết của họ đối với 12 thành phố chủ nhà. Trong cuộc phỏng vấn vào tháng 3 năm 2021, Čeferin cho biết, "Chúng tôi có một số kịch bản, nhưng chúng tôi đảm bảo một điều rằng sẽ không có lựa chọn việc tổ chức bất cứ trận đấu nào của Euro 2020 trên sân vận động không có khán giả. Mỗi chủ nhà phải đảm bảo việc sẽ có khán giả đến theo dõi những trận đấu của họ." Sau đó, UEFA cũng đã tuyên bố rằng sẽ không có thành phố chủ nhà nào bị loại bỏ nếu họ phải tổ chức các trận đấu mà không có khán giả. Tuy nhiên, UEFA sẽ cần phải cân nhắc rằng liệu có hợp lý hay không khi tổ chức trận đấu mà không có khán giả, hay là những trận đấu đó nên được di chuyển sang những địa điểm khác. Cũng trong tháng đó, Thủ tướng Anh Boris Johnson đã đề nghị UEFA tổ chức thêm các trận đấu của giải tại Anh nếu bất cứ địa điểm nào phải di chuyển.
Vào ngày 9 tháng 4 năm 2021, UEFA đã thông báo rằng 8 trong số 12 quốc gia chủ nhà ban đầu đã xác nhận kế hoạch đón khán giả vào sân, theo đó sức chứa các sân vận động của họ dao động trong khoảng từ 25% đến 100%. Chỉ có Bilbao, Dublin, Munich và Roma chưa quyết định kế hoạch của họ, vì vậy từng quốc gia chủ nhà ban đầu đó đã được kéo dài thời gian đến hạn ngày 19 tháng 4 năm 2021 để xác nhận sức chứa của những địa điểm này. Vào ngày 14 tháng 4, UEFA đã thông báo rằng Roma đã đảm bảo được việc cho phép người hâm mộ đến với giải đấu, và đã được xác nhận là địa điểm đăng cai giải đấu. Vào ngày 19 tháng 4, họ đã thông báo rằng ba quốc gia chủ nhà còn lại đã được gia hạn đến ngày 23 tháng 4, thời điểm mà UEFA sẽ đưa ra quyết định cuối cùng. Do nhu cầu trong việc hoàn thiện thông tin phòng vé, các chủ nhà sẽ có thời hạn tới ngày 28 tháng 4 để quyết định có nên giữ nguyên việc giới hạn số lượng khán giả đến sân hay không, hay được tăng sức chứa tối đa của sân.
Vào ngày 23 tháng 4, UEFA thông báo rằng Sevilla sẽ thay thế Bilbao làm thành phố chủ nhà, trong khi các trận đấu ở Dublin sẽ được chuyển sang Sankt-Peterburg đối với vòng bảng và Luân Đôn đối với vòng 16 đội. Do đại dịch COVID-19 tại Cộng hòa Ireland, Hiệp hội bóng đá Cộng hòa Ireland không thể có được sự đảm bảo từ chính phủ Ireland và hội đồng thành phố Dublin trong việc cho phép khán giả vào sân. Trong khi đó, Liên đoàn bóng đá Hoàng gia Tây Ban Nha (RFEF) cho biết các điều kiện vệ sinh mà chính phủ Basque đưa ra để tổ chức các trận đấu tại Bilbao là "không thể tuân thủ được", và bởi vậy sẽ không cho phép khán giả vào sân. Sau khi bị loại bỏ khỏi danh sách chủ nhà, hội đồng thành phố Bilbao cho rằng UEFA và RFEF "chịu trách nhiệm trực tiếp về việc chúng tôi không tổ chức sự kiện thể thao này và việc đơn phương hủy bỏ các hợp đồng cam kết của chúng tôi", và đe dọa việc hành động pháp lý để bồi thường tài chính.
Cũng vào ngày 23 tháng 4, UEFA thông báo rằng các chính quyền địa phương đã đảm bảo được "số lượng khán giả tối thiểu đến sân là 14,500" cho các trận đấu được tổ chức tại Munich, bởi vậy mà thành phố này đã được xác nhận là thành phố chủ nhà của 4 trận đấu. Tuy nhiên, chính quyền địa phương Bavaria và Bộ nội vụ Đức sau đó đều nhắc lại lập trường của họ rằng không có sự đảm bảo nào như vậy, và việc cho phép khán giả vào sân sẽ phụ thuộc vào tình hình thực tế của đại dịch khi mà giải đấu diễn ra. Vài ngày sau, trong cuộc phỏng vấn với báo chí Đức, chủ tịch UEFA Čeferin phủ nhận việc UEFA phải đảm bảo rằng các trận đấu phải diễn ra trong điều kiện có khán giả, đồng thời thừa nhận "chính quyền địa phương sẽ quyết định trước trận đấu liệu họ có cho phép khán giả đến sân hay không."

### Địa điểm đăng cai các trận bán kết và chung kết

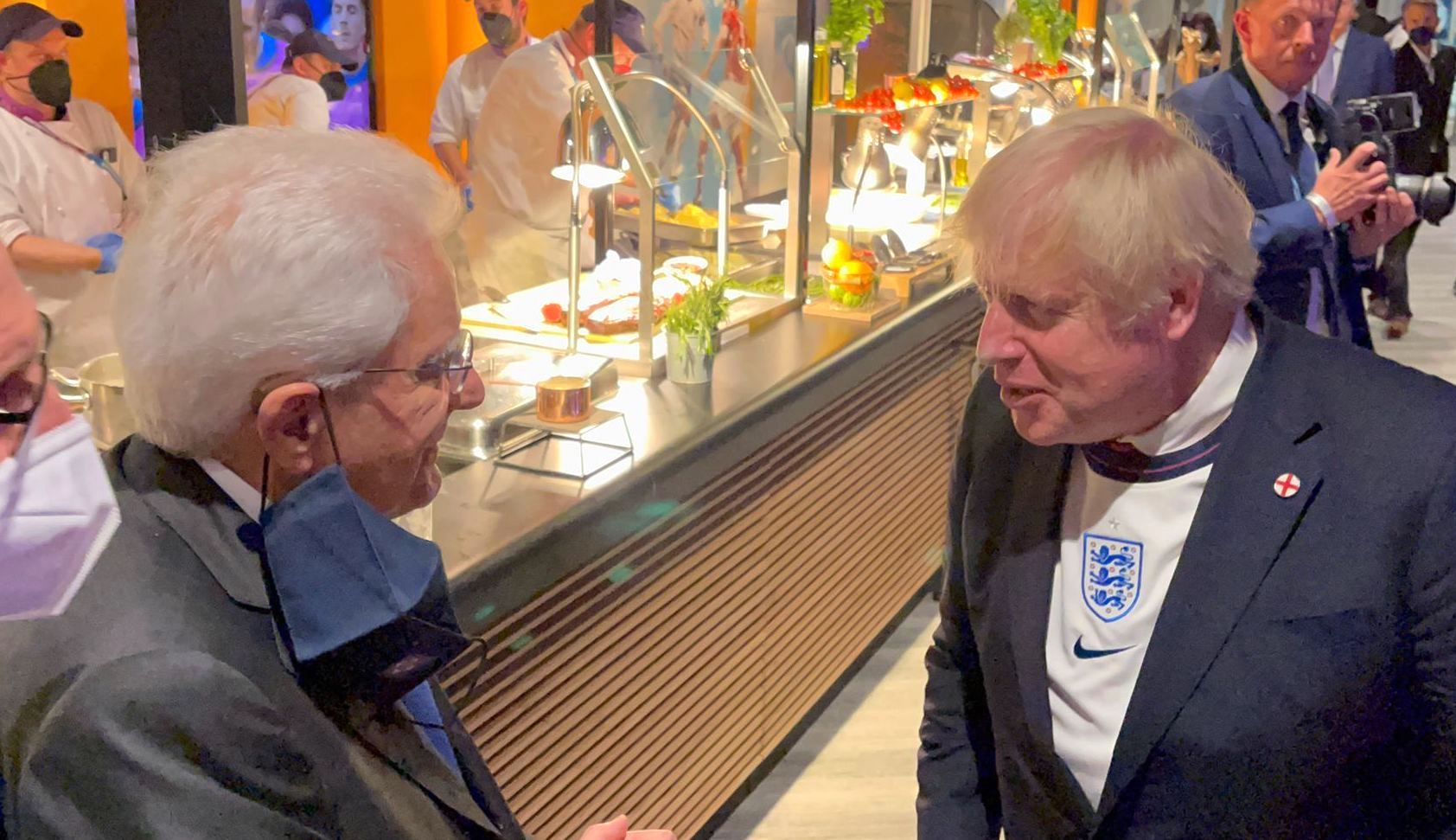
Tổng thống Ý Sergio Mattarella trò chuyện cùng thủ tướng Anh Boris Johnson trước trận chung kết

Việc tổ chức các trận đấu bán kết và chung kết tại sân vận động Wembley đã bị đe dọa do những hạn chế cách ly tại Anh mà các khán giả và 2,500 VIP sẽ phải tuân theo. Sân vận động Puskás Aréna ở Budapest đã được xác nhận làm địa điểm thay thế, vì Hungary sẽ không có hạn chế nhập cảnh nào khi đi du lịch trong khu vực Schengen và có thể tổ chức các trận đấu với sức chứa tối đa. Người phát ngôn Liên đoàn bóng đá Hungary cho biết họ đã "sẵn sàng tổ chức bất cứ sự kiện bóng đá cấp cao nào". Tuy nhiên, UEFA vẫn tự tin rằng Wembley có thể tổ chức trận chung kết, khi mà liên đoàn và chính phủ Anh đã bàn luận về những ngoại lệ trong cách ly, nhưng không chỉ ra việc thay đổi địa điểm. Bộ trưởng Kit Malthouse cho rằng chính quyền đang thực hiện một cách "hết sức có thể" để tổ chức được trận chung kết, trong khi thủ tướng Boris Johnson nói rằng họ sẽ cố gắng tạo "chỗ ở hợp lý" cho UEFA trong khi vẫn đặt sức khỏe cộng đồng lên hàng đầu. Thủ tướng Ý Mario Draghi đề xuất rằng trận chung kết nên được tổ chức ở Roma do số ca nhiễm COVID-19 tại Anh đang tăng lên. Một tuần sau đó, báo cáo cho rằng các quan chức và giám đốc điều hành đi xem các trận đấu sẽ không cần phải tự cách ly, mặc dù họ sẽ bị hạn chế và bắt buộc phải ở trong một "bong bóng bóng đá".

### Thay đổi về luật
Vào ngày 31 tháng 3 năm 2021, Ủy ban điều hành UEFA đã thông qua việc thay tối đa năm cầu thủ trong các trận đấu của giải (cùng với quyền thay người thứ sáu trong hiệp phụ). Tuy nhiên, mỗi đội chỉ có ba cơ hội thay người, cùng với việc cho phép cơ hội thay người thứ tư trong hiệp phụ, không bao gồm những sự thay đổi người được đưa ra trong thời gian nghỉ giữa hai hiệp, trước khi bắt đầu hiệp phụ và trong thời gian nghỉ giữa hai hiệp phụ. Quyền thay năm cầu thủ đã được IFAB phê duyệt trong đại dịch COVID-19 là kết quả của lịch thi đấu dày đặc, điều này đã tạo ra gánh nặng lớn hơn cho các cầu thủ.
Đầu tháng 4 năm 2021, UEFA cũng cho biết họ đang quyết định việc cho phép tăng số lượng cầu thủ đăng ký tham gia giải từ số lượng 23 cầu thủ như thường lệ, sau những yêu cầu của các huấn luyện viên của các đội tuyển quốc gia đề phòng việc dịch COVID có thể bùng phát trong nội bộ đội bóng, cũng như nhằm giảm bớt sự mệt mỏi của các cầu thủ do lịch thi đấu dày đặc của mùa giải trước đó. Vào ngày 27 tháng 4, Ủy ban thi đấu đội tuyển quốc gia UEFA đã thông qua việc tăng số lượng cầu thủ đăng ký tham gia giải đấu lên 26 cầu thủ, điều này còn tùy thuộc vào sự xác nhận của Ủy ban điều hành UEFA. Vào ngày 4 tháng 5 năm 2021, Ủy ban điều hành đã xác nhận việc đăng ký đội hình 26 cầu thủ. Tuy nhiên, đội tuyển vẫn chỉ có thể gọi tối đa 23 cầu thủ trong đội hình cho mỗi trận đấu của giải (12 trong số đó là cầu thủ dự bị), nhằm đáp ứng Luật bóng đá. 23 cầu thủ đó phải bao gồm ba thủ môn. Họ cũng thông báo rằng sau trận đấu đầu tiên của mỗi đội, các thủ môn vẫn có thể bị thay thế do không đủ thể lực, ngay cả khi vẫn còn các thủ môn khác trong đội hình.
Những giờ nghỉ water break đã được thông qua nhằm giúp các cầu thủ có thể uống nước trong những chiếc bình cá nhân. Cooling break, giờ nghỉ lần đầu tiên xuất hiện tại Giải vô địch bóng đá thế giới 2014 cũng đã được áp dụng cho các trận đấu thi đấu trong nhiệt độ cao.

### Các quy tắc đặc biệt do dịch COVID-19
Vào ngày 4 tháng 5 năm 2021, Ủy ban điều hành UEFA đã thông qua một số quy tắc đặc biệt cho vòng chung kết của giải đấu do đại dịch COVID-19 tại châu Âu:
- Nếu một nhóm các cầu thủ trong đội bị cách ly bắt buộc hoặc phải tự cách ly theo quyết định từ các quan chức y tế quốc gia hoặc địa phương do xét nghiệm dương tính với SARS-CoV-2, trận đấu sẽ tiếp tục được diễn ra theo dự kiến với điều kiện đội bóng đó vẫn còn ít nhất 13 cầu thủ (trong đó có ít nhất một thủ môn).
- Nếu đội bóng không thể có được số lượng cầu thủ tối thiểu theo yêu cầu do xét nghiệm dương tính với SARS-CoV-2, trận đấu có thể được lùi lại trong vòng 48 giờ tiếp theo kể từ ngày diễn ra trận đấu ban đầu bởi ban điều hành UEFA, điều này tùy thuộc vào các phương án khả thi để sắp xếp lại lịch thi đấu. Thêm vào đó, UEFA có thể chuyển địa điểm của trận đấu đã bị lùi lịch thi đấu tới một địa điểm dự phòng nếu thấy phù hợp.
- Nếu trận đấu không thể được lên lịch lại, Cơ quan kiểm soát, đạo đức và kỷ luật của UEFA sẽ quyết định vấn đề này. Đội bóng sẽ phải chịu trách nhiệm cho việc trận đấu không thể diễn ra và sẽ bị xử thua 3–0.
- Nếu bất kỳ thành viên nào của tổ trọng tài được chỉ định bị buộc phải thay thế do xét nghiệm dương tính với SARS-CoV-2, UEFA có thể chỉ định một trọng tài khác có cùng quốc tịch với một trong các đội bóng hoặc một trọng tài không thuộc danh sách của FIFA.

### Số ca mắc COVID-19 trong dịp Euro 2020
Ở Scotland, khoảng 2,000 ca mắc COVID-19 có liên quan tới Euro 2020. Hơn nữa, một số cầu thủ, cổ động viên và nhân viên đã có kết quả xét nghiệm dương tính với COVID-19.

## Vòng loại

Đội bóng đã vượt qua vòng loại Giải vô địch bóng đá châu Âu 2020
Đội bóng không vượt qua vòng loại
Không phải là thành viên UEFA

Tất cả 55 đội tuyển quốc gia của UEFA, bao gồm 12 đội tuyển quốc gia chủ nhà của 6 bảng đấu, phải thi đấu vòng loại để chọn ra 24 đội lọt vào vòng chung kết. Khi các thành phố chủ nhà được bổ nhiệm bởi UEFA vào tháng 9 năm 2014, trước khi vòng loại giải vô địch bóng đá châu Âu 2020 diễn ra, có thể có một số đội tuyển quốc gia từ các thành phố chủ nhà không thể lọt vào vòng chung kết.
Lễ bốc thăm vòng loại giải vô địch bóng đá châu Âu 2020 được tổ chức vào ngày 2 tháng 12 năm 2018 tại Trung tâm Hội nghị Dublin ở Dublin, Cộng hòa Ireland.
Vòng loại truyền thống bắt đầu thi đấu từ tháng 3 năm 2019, thay vì ngay vào tháng 9 năm 2018 sau giải vô địch bóng đá thế giới 2018, và kết thúc vào tháng 11 năm 2019. Phần lớn thể thức được giữ nguyên, tuy nhiên chỉ có 20 trong số 24 suất tham dự vòng chung kết được quyết định từ vòng loại chính, để lại 4 suất chưa được xác định. Sau khi công nhận Kosovo là thành viên của UEFA vào tháng 5 năm 2016, UEFA đã thông báo rằng 55 đội tuyển vào thời điểm đó sẽ được bốc thăm chia thành 10 bảng sau khi kết thúc vòng bảng của UEFA Nations League (5 bảng 5 đội và 5 bảng 6 đội, với bốn đội lọt vào vòng chung kết của Nations League được đảm bảo sẽ được bốc thăm vào các bảng 5 đội, với hai đội tuyển đứng đầu trong mỗi bảng vượt qua vòng loại. Các trận đấu vòng loại được diễn ra theo hình thức 2 trận 1 đợt vào tháng 3, tháng 6, tháng 9, tháng 10 và tháng 11 năm 2019.
Với sự ra đời của Giải vô địch bóng đá các quốc gia châu Âu bắt đầu từ năm 2018, Giải vô địch bóng đá các quốc gia châu Âu 2018-19 được kết hợp với vòng loại giải vô địch bóng đá châu Âu, cung cấp cho các đội tuyển một cơ hội khác để lọt vào vòng chung kết Euro. Bốn đội tuyển từ mỗi hạng đấu (A, B, C, D) mà không thể giành vé vào vòng chung kết Euro sẽ thi đấu play-off tại nhánh đấu thuộc hạng đấu đó, các trận được diễn ra vào tháng 10 và tháng 11 năm 2020. Các đội giành chiến thắng tại các nhánh play-off thuộc các hạng đấu, được quyết định bởi hai trận bán kết "một lượt" (đội xếp hạng tốt nhất với đội xếp hạng thứ tư tốt nhất, và đội xếp hạng thứ hai tốt nhất với đội xếp hạng thứ ba tốt nhất, được diễn ra tại sân nhà của các đội được xếp hạng cao hơn trong nhánh) và một trận chung kết "một lượt" (Hai đội thắng tại hai trận bán kết được bốc thăm để xác định đội chủ nhà trong trận chung kết nhánh), sẽ giành vé cùng với 20 đội tuyển đã lọt vào vòng chung kết Euro thông qua vòng loại trước đó.

### Các đội tuyển vượt qua vòng loại
Trong số 24 đội đã vượt qua vòng loại, 19 đội đã từng góp mặt tại giải đấu năm 2016. Trong số đó có Bỉ và Ý là hai đội có thành tích bất bại trong tất cả trận đấu vòng loại (thắng 10 trên 10 trận đấu), đương kim vô địch châu Âu Bồ Đào Nha và đương kim vô địch thế giới Pháp, cùng với Đức cũng vượt qua vòng loại giải vô địch bóng đá châu Âu lần thứ 13 liên tiếp. Phần Lan và Bắc Macedonia lần đầu tiên góp mặt tại giải vô địch bóng đá châu Âu, khi mà trước đó họ chưa từng vượt qua vòng loại của một giải đấu lớn nào. Scotland, đội đồng chủ nhà của giải đấu, đã lần đầu tiên vượt qua vòng loại của một giải đấu lớn kể từ Giải vô địch bóng đá thế giới 1998, và cũng là lần đầu tiên họ vượt qua vòng loại giải vô địch bóng đá châu Âu kể từ năm 1996. Hà Lan và Đan Mạch đã trở lại sau khi không thể góp mặt tại giải đấu năm 2016, đồng thời Hà Lan lần đầu tiên góp mặt tại một giải đấu lớn kể từ Giải vô địch bóng đá thế giới 2014. Lần đầu tiên, Áo, Hungary, Slovakia và Wales là các đội đã tham gia liên tiếp hai giải vô địch bóng đá châu Âu. Hy Lạp, nhà vô địch của giải đấu năm 2004, là đội cựu vô địch duy nhất của giải đấu không thể vượt qua vòng loại, trở thành đội bóng bỏ lỡ giải vô địch bóng đá châu Âu lần thứ hai liên tiếp và là giải đấu lớn thứ ba liên tiếp mà họ bỏ lỡ. Albania, Iceland, Bắc Ireland, Cộng hòa Ireland và România là các đội bóng không thể vượt qua vòng loại sau khi góp mặt trong vòng chung kết năm 2016.
Trong số 11 quốc gia chủ nhà, bảy đội đã vượt qua vòng loại và vào thẳng vòng chung kết, trong khi Hungary và Scotland là những đội đã vượt qua vòng play-off. Romania đã bị loại tại bán kết của vòng play-off, và Azerbaijan đã bị loại tại vòng bảng ở vòng loại. Cộng hòa Ireland, ban đầu được chọn là chủ nhà của giải đấu, cũng đã bị loại tại vòng bán kết của vòng play-off, tuy nhiên sau đó đã bị loại bỏ khỏi danh sách chủ nhà của giải.
| Đội tuyển     | Tư cách qua vòng loại | Ngày vượt qua vòng loại | Tham dự giải đấu lần trước                                                  |
| ------------- | --------------------- | ----------------------- | --------------------------------------------------------------------------- |
| Bỉ            | Nhất bảng I           | 10 tháng 10 năm 2019    | 5 (1972, 1980, 1984, 2000, 2016)                                            |
| Ý             | Nhất bảng J           | 12 tháng 10 năm 2019    | 9 (1968, 1980, 1988, 1996, 2000, 2004, 2008, 2012, 2016)                    |
| Nga           | Nhì bảng I            | 13 tháng 10 năm 2019    | 11 (1960, 1964, 1968, 1972, 1988, 1992, 1996, 2004, 2008, 2012, 2016)       |
| Ba Lan        | Nhất bảng G           | 13 tháng 10 năm 2019    | 3 (2008, 2012, 2016)                                                        |
| Ukraina       | Nhất bảng B           | 14 tháng 10 năm 2019    | 2 (2012, 2016)                                                              |
| Tây Ban Nha   | Nhất bảng F           | 15 tháng 10 năm 2019    | 10 (1964, 1980, 1984, 1988, 1996, 2000, 2004, 2008, 2012, 2016)             |
| Pháp          | Nhất bảng H           | 14 tháng 11 năm 2019    | 9 (1960, 1984, 1992, 1996, 2000, 2004, 2008, 2012, 2016)                    |
| Thổ Nhĩ Kỳ    | Nhì bảng H            | 14 tháng 11 năm 2019    | 4 (1996, 2000, 2008, 2016)                                                  |
| Anh           | Nhất bảng A           | 14 tháng 11 năm 2019    | 9 (1968, 1980, 1988, 1992, 1996, 2000, 2004, 2012, 2016)                    |
| Cộng hòa Séc  | Nhì bảng A            | 14 tháng 11 năm 2019    | 9 (1960, 1976, 1980, 1996, 2000, 2004, 2008, 2012, 2016)                    |
| Phần Lan      | Nhì bảng J            | 15 tháng 11 năm 2019    | 0 (lần đầu)                                                                 |
| Thụy Điển     | Nhì bảng F            | 15 tháng 11 năm 2019    | 6 (1992, 2000, 2004, 2008, 2012, 2016)                                      |
| Croatia       | Nhất bảng E           | 16 tháng 11 năm 2019    | 5 (1996, 2004, 2008, 2012, 2016)                                            |
| Áo            | Nhì bảng G            | 16 tháng 11 năm 2019    | 2 (2008, 2016)                                                              |
| Hà Lan        | Nhì bảng C            | 16 tháng 11 năm 2019    | 9 (1976, 1980, 1988, 1992, 1996, 2000, 2004, 2008, 2012)                    |
| Đức           | Nhất bảng C           | 16 tháng 11 năm 2019    | 12 (1972, 1976, 1980, 1984, 1988, 1992, 1996, 2000, 2004, 2008, 2012, 2016) |
| Bồ Đào Nha    | Nhì bảng B            | 17 tháng 11 năm 2019    | 7 (1984, 1996, 2000, 2004, 2008, 2012, 2016)                                |
| Thụy Sĩ       | Nhất bảng D           | 18 tháng 11 năm 2019    | 4 (1996, 2004, 2008, 2016)                                                  |
| Đan Mạch      | Nhì bảng D            | 18 tháng 11 năm 2019    | 8 (1964, 1984, 1988, 1992, 1996, 2000, 2004, 2012)                          |
| Wales         | Nhì bảng E            | 19 tháng 11 năm 2019    | 1 (2016)                                                                    |
| Hungary       | Thắng path A play-off | 12 tháng 11 năm 2020    | 3 (1964, 1972, 2016)                                                        |
| Slovakia      | Thắng path B play-off | 12 tháng 11 năm 2020    | 5 (1960, 1976, 1980, 2016)                                                  |
| Scotland      | Thắng path C play-off | 12 tháng 11 năm 2020    | 2 (1992, 1996)                                                              |
| Bắc Macedonia | Thắng path D play-off | 12 tháng 11 năm 2020    | 0 (lần đầu)                                                                 |

1. ↑  Chữ nghiêng chỉ ra đội tuyển từ 1 trong số 12 hiệp hội chủ nhà.
2. ↑  Chữ đậm chỉ ra vô địch cho năm đó. Chữ nghiêng chỉ ra chủ nhà cho năm đó.
3. ↑  Từ năm 1960 đến năm 1988, Nga được tranh tài với tư cách là Liên Xô và năm 1992 với tư cách là CIS.
4. 1 2  Từ năm 1960 đến 1980, Cộng hòa Séc và Slovakia tham dự với tư cách là Tiệp Khắc.[113][114][115]
5. ↑  Từ năm 1972 đến năm 1988, Đức được tranh tài với tư cách là Tây Đức.

## Địa điểm
13 địa điểm ban đầu đã được UEFA lựa chọn và công bố vào ngày 19 tháng 9 năm 2014. Tuy nhiên, Ủy ban điều hành UEFA đã loại bỏ Brussels làm thành phố chủ nhà vào ngày 7 tháng 12 năm 2017 do sự trì hoãn với việc xây dựng sân vận động Euro. Bốn trận đấu (ba trận vòng bảng, một trận vòng 16 đội) ban đầu được dự kiến sẽ được tổ chức ở Brussels đã được phân bổ lại cho sân vận động Wembley ở Luân Đôn. Vào ngày 23 tháng 4 năm 2021, UEFA thông báo rằng do không đảm bảo đủ điều kiện cho khán giả đến sân do đại dịch COVID-19, sân vận động Aviva ở Dublin đã bị loại bỏ khỏi danh sách các thành phố đăng cai giải đấu. Bốn trận đấu được tổ chức tại sân này được chuyển sang sân vận động Krestovsky ở Saint-Petersburg với ba trận vòng bảng và sân vận động Wembley ở Luân Đôn cho một trận đấu thuộc vòng 16 đội. Tương tự, UEFA đã chuyển địa điểm tổ chức bốn trận đấu ở Tây Ban Nha sang địa điểm khác, sân La Cartuja ở Seville sẽ được tổ chức thay thế cho sân San Mamés ở Bilbao.
Vào ngày 7 tháng 12 năm 2017, nó cũng đã được thông báo rằng trận khai mạc sẽ diễn ra tại sân vận động Olimpico ở Roma, đã chọn trước Amsterdam, Glasgow, và Saint-Petersburg. UEFA quyết định rằng, nếu họ đủ điều kiện, trận khai mạc sẽ có sự góp mặt của Ý.
Trong số 11 thành phố và quốc gia được chọn, 7 thành phố và 6 quốc gia chưa bao giờ tổ chức trận đấu tại vòng chung kết giải vô địch châu Âu trước đây. Bilbao không phải là địa điểm đăng cai khi mà Tây Ban Nha tổ chức giải vô địch bóng đá châu Âu 1964, và không thành phố nào ở Azerbaijan, Đan Mạch, Hungary, România, Nga, hoặc Scotland đã tổ chức giải đấu trước đó. Trong số 11 sân vận động được chọn, chỉ có 2 sân đã tổ chức một trận đấu tại giải vô địch châu Âu trước đó: sân vận động Olimpico (1968 và 1980) và Johan Cruyff Arena (2000). Sân vận động Wembley ban đầu đã tổ chức các trận đấu và trận chung kết tại giải vô địch bóng đá châu Âu 1996, nhưng mặc dù trên cùng một địa điểm, sân này được phân loại vào một sân vận động khác với sân vận động Wembley hiện tại.
| Luân Đôn             | Roma                    | Luân ĐônRomaMünchenBakuSankt-PeterburgBudapestSevillaBucharestAmsterdamGlasgowCopenhagen | Luân ĐônRomaMünchenBakuSankt-PeterburgBudapestSevillaBucharestAmsterdamGlasgowCopenhagen | München             |
| -------------------- | ----------------------- | ---------------------------------------------------------------------------------------- | ---------------------------------------------------------------------------------------- | ------------------- |
| Sân vận động Wembley | Sân vận động Olimpico   | Luân ĐônRomaMünchenBakuSankt-PeterburgBudapestSevillaBucharestAmsterdamGlasgowCopenhagen | Luân ĐônRomaMünchenBakuSankt-PeterburgBudapestSevillaBucharestAmsterdamGlasgowCopenhagen | Allianz Arena       |
| Sức chứa: 90.000     | Sức chứa: 70.634        | Luân ĐônRomaMünchenBakuSankt-PeterburgBudapestSevillaBucharestAmsterdamGlasgowCopenhagen | Luân ĐônRomaMünchenBakuSankt-PeterburgBudapestSevillaBucharestAmsterdamGlasgowCopenhagen | Sức chứa: 70.000    |
|                      |                         | Luân ĐônRomaMünchenBakuSankt-PeterburgBudapestSevillaBucharestAmsterdamGlasgowCopenhagen | Luân ĐônRomaMünchenBakuSankt-PeterburgBudapestSevillaBucharestAmsterdamGlasgowCopenhagen |                     |
| Baku                 | Sankt-Peterburg         | Luân ĐônRomaMünchenBakuSankt-PeterburgBudapestSevillaBucharestAmsterdamGlasgowCopenhagen | Luân ĐônRomaMünchenBakuSankt-PeterburgBudapestSevillaBucharestAmsterdamGlasgowCopenhagen | Budapest            |
| Sân vận động Olympic | Sân vận động Krestovsky | Luân ĐônRomaMünchenBakuSankt-PeterburgBudapestSevillaBucharestAmsterdamGlasgowCopenhagen | Luân ĐônRomaMünchenBakuSankt-PeterburgBudapestSevillaBucharestAmsterdamGlasgowCopenhagen | Puskás Aréna        |
| Sức chứa: 68.700     | Sức chứa: 68.134        | Luân ĐônRomaMünchenBakuSankt-PeterburgBudapestSevillaBucharestAmsterdamGlasgowCopenhagen | Luân ĐônRomaMünchenBakuSankt-PeterburgBudapestSevillaBucharestAmsterdamGlasgowCopenhagen | Sức chứa: 67.215    |
|                      |                         | Luân ĐônRomaMünchenBakuSankt-PeterburgBudapestSevillaBucharestAmsterdamGlasgowCopenhagen | Luân ĐônRomaMünchenBakuSankt-PeterburgBudapestSevillaBucharestAmsterdamGlasgowCopenhagen |                     |
| Sevilla              | Bucharest               | Amsterdam                                                                                | Glasgow                                                                                  | Copenhagen          |
| La Cartuja           | Arena Națională         | Johan Cruyff Arena                                                                       | Hampden Park                                                                             | Sân vận động Parken |
| Sức chứa: 60.000     | Sức chứa: 55.600        | Sức chứa: 54.990                                                                         | Sức chứa: 51.866                                                                         | Sức chứa: 38.065    |
|                      |                         |                                                                                          |                                                                                          |                     |

Mỗi thành phố sẽ tổ chức ba trận đấu vòng bảng và một trận đấu ở vòng 16 đội hoặc tứ kết, riêng Saunt-Petersburg sẽ tổ chức sáu trận đấu vòng bảng, và Luân Đôn sẽ tổ chức hai trận đấu ở vòng 16 đội. Phân bổ trận đấu cho 11 sân vận động như sau:
- Vòng bảng, vòng 16 đội, bán kết và chung kết: Luân Đôn (Anh)
- Vòng bảng và tứ kết: Baku (Azerbaijan), Munich (Đức), Roma (Ý), Saint-Petersburg (Nga)
- Vòng bảng và vòng 16 đội: Amsterdam (Hà Lan), Bucharest (România), Budapest (Hungary), Copenhagen (Đan Mạch), Glasgow (Scotland), Seville (Tây Ban Nha)

### Chủ nhà vòng bảng
Các thành phố chủ nhà đã được phân chia thành sáu cặp đấu, được thành lập trên cơ sở sức mạnh thể thao (giả sử tất cả các đội chủ nhà đủ điều kiện), cân nhắc địa lý và các hạn chế về an ninh/chính trị. Các cặp đấu đã được phân bổ cho các bảng bằng phương tiện của một bốc thăm ngẫu nhiên vào ngày 7 tháng 12 năm 2017. Mỗi quốc gia chủ nhà đủ điều kiện sẽ diễn ra tối thiểu hai trận đấu trên sân nhà. Các cặp đấu địa điểm bảng sau đây đã được công bố:
- Bảng A: Roma (Ý) và Baku (Azerbaijan)
- Bảng B: Saint-Petersburg (Nga) và Copenhagen (Đan Mạch)
- Bảng C: Amsterdam (Hà Lan) và Bucharest (România)
- Bảng D: Luân Đôn (Anh) và Glasgow (Scotland)
- Bảng E: Ban đầu là Bilbao (Tây Ban Nha) và Dublin (Cộng hòa Ireland)
  - Sau đó đã chuyển sang Seville (Tây Ban Nha) và Saint-Petersburg (Nga)[a]
- Bảng F: Munich (Đức) và Budapest (Hungary)

Các tiêu chí sau đây được áp dụng để xác định trận đấu trên sân nhà của các đội chủ nhà trong cùng một bảng:
- Nếu cả hai đội chủ nhà vượt qua vòng bảng trực tiếp hoặc cả hai đều giành quyền vào vòng play-off, một bốc thăm sẽ xác định đội nào sẽ thi đấu cả ba trận đấu vòng bảng trên sân nhà (tức là sẽ tổ chức trận đấu đối đầu) và đội nào sẽ chỉ thi đấu hai trận đấu trên sân nhà.
- Nếu một đội chủ nhà vượt qua vòng bảng trực tiếp và đội còn lại cũng không vượt qua vòng bảng trực tiếp, đội chủ nhà vượt qua vòng bảng trực tiếp sẽ thi đấu cả ba trận đấu vòng bảng trên sân nhà và đội chủ nhà còn lại, nếu vượt qua vòng bảng, sẽ chỉ thi đấu hai trận đấu.
- Nếu một đội chủ nhà giành quyền vào vòng play-off và đội còn lại bị loại hoàn toàn, đội chủ nhà trong vòng play-off, nếu vượt qua vòng bảng, sẽ thi đấu cả ba trận đấu vòng bảng trên sân nhà.
- Không có hành động nào là cần thiết nếu cả hai đội chủ nhà không vượt qua vòng bảng.

Nếu một đội chủ nhà trong vòng play-off không vượt qua vòng loại, đội thắng path sẽ chiếm vị trí của chủ nhà trong lịch thi đấu và do đó sẽ thi đấu hai hoặc ba trận đấu dựa trên các tiêu chí trên tại thành phố chủ nhà của chủ nhà tương ứng không vượt qua vòng loại. Lễ bốc thăm diễn ra vào ngày 22 tháng 11 năm 2019, lúc 12:00 CET, tại trụ sở UEFA ở Nyon, Thụy Sĩ (cùng với lễ bốc thăm vòng play-off). Trong lễ bốc thăm, chỉ cần thiết cho bảng B (Đan Mạch và Nga), hai quả bóng đã được chuẩn bị, với bốc thăm đầu tiên sẽ tổ chức ba trận đấu.
| Bảng | Chủ nhà          | Tình trạng của chủ nhà               | Bốc thăm? | Số trận đấu trên sân nhà | Số trận đấu trên sân nhà |
| Bảng | Chủ nhà          | Tình trạng của chủ nhà               | Bốc thăm? | Ba                       | Hai                      |
| ---- | ---------------- | ------------------------------------ | --------- | ------------------------ | ------------------------ |
| A    | Azerbaijan       | Bị loại ở vòng bảng vòng loại        | Không     | Ý                        | Không                    |
| A    | Ý                | Đủ điều kiện trực tiếp vào chung kết | Không     | Ý                        | Không                    |
| B    | Đan Mạch         | Đủ điều kiện trực tiếp vào chung kết | Có        | Đan Mạch                 | Nga                      |
| B    | Nga              | Đủ điều kiện trực tiếp vào chung kết | Có        | Đan Mạch                 | Nga                      |
| C    | Hà Lan           | Đủ điều kiện trực tiếp vào chung kết | Không     | Hà Lan                   | Không                    |
| C    | România          | Bị loại thông qua vòng play-off      | Không     | Hà Lan                   | Không                    |
| D    | Anh              | Đủ điều kiện trực tiếp vào chung kết | Không     | Anh                      | Scotland                 |
| D    | Scotland         | Đủ điều kiện thông qua vòng play-off | Không     | Anh                      | Scotland                 |
| E    | Cộng hòa Ireland | Bị loại thông qua vòng play-off      | Không     | Tây Ban Nha              | Không                    |
| E    | Tây Ban Nha      | Đủ điều kiện trực tiếp vào chung kết | Không     | Tây Ban Nha              | Không                    |
| F    | Đức              | Đủ điều kiện trực tiếp vào chung kết | Không     | Đức                      | Hungary                  |
| F    | Hungary          | Đủ điều kiện thông qua vòng play-off | Không     | Đức                      | Hungary                  |

1. 1 2  Vào tháng 4 năm 2021, Dublin đã bị loại với tư cách là chủ nhà của giải đấu, với các trận đấu vòng bảng của họ được phân bổ lại cho Saint-Petersburg, đội đã là chủ nhà của bảng B.

### Giới hạn khán giả
Do đại dịch COVID-19 và các hạn chế về tụ tập công cộng, nhiều địa điểm tại giải đấu không thể hoạt động hết sức chứa. UEFA yêu cầu mỗi chủ nhà đưa ra một kế hoạch khán giả kết hợp với chính quyền địa phương/quốc gia và các cơ quan y tế của họ. Đội chủ nhà đã được đưa ra hạn chót là ngày 7 tháng 4 năm 2021 để thông báo kế hoạch của họ với UEFA. Vào ngày 9 tháng 4, UEFA thông báo rằng tám trong số các chủ nhà của giải đấu đã xác nhận các sức chứa sân vận động của họ, dao động từ 25% đến 100%. Bốn chủ nhà còn lại (Bilbao, Dublin, Munich và Roma) đã được gia hạn cho đến ngày 23 tháng 4 để nộp các sức chứa địa điểm của họ. Vào ngày 14 tháng 4, UEFA thông báo rằng Roma cũng đã xác nhận sức chứa địa điểm của mình. Vào ngày 23 tháng 4, sức chứa địa điểm cho Munich cũng đã được xác nhận, trong khi Bilbao đã được thay thế bởi Seville, có thể đảm bảo khán giả. Ngoài ra, Dublin đã bị loại bỏ với tư cách là đội chủ nhà, vì nó không thể đảm bảo khán giả có thể tham dự.
Nhiều trận đấu trên các sân vận động này không thể lấp đầy sức chứa tối đa cho phép của sân, nhất là các trận đấu vòng bảng của Hà Lan được chơi trên sân Johan Cruyff Arena chỉ được lấp đầy khoảng không quá môt nghìn chỗ ngồi. Trận đấu giữa Anh và Croatia chỉ đón 18,497 khán giả vào sân, so với sức chứa tối đa cho phép là 22,500, khi mà UEFA cho rằng những hạn chế cách ly có thể là nguyên nhân khiến cho khán giả ít đến sân hơn.
| Thành phố       | Địa điểm                | Sức chứa tiêu chuẩn | Sức chứa cho phép |
| --------------- | ----------------------- | ------------------- | --- |
| Amsterdam       | Johan Cruyff Arena      | 54.990              | Ít nhất 25% (khoảng 12.000), có thể tăng |
| Baku            | Sân vận động Olympic    | 68.700              | 50% (khoảng 34.350), không cho phép khán giả nước ngoài không phải là công dân của các đội tham gia                                                                                       |
| Bucharest       | Arena Națională         | 55.600              | Ít nhất 25% (khoảng 13.000) cho vòng bảng và 50% (khoảng 25,000) cho vòng 16 đội |
| Budapest        | Puskás Aréna            | 67.215              | Sức chứa đầy đủ, tùy thuộc vào khán giả đáp ứng các yêu cầu nghiêm ngặt vào sân vận động                                                                                                  |
| Copenhagen      | Sân vận động Parken     | 38.065              | 40% (khoảng 15,900) cho trận đấu đầu tiên với Phần Lan và 67% (khoảng 25,000) cho hai trận đấu còn lại ở vòng bảng và trận đấu vòng 16 đội.                                               |
| Glasgow         | Hampden Park            | 51.866              | 25% (khoảng 12.000) |
| Luân Đôn        | Sân vận động Wembley    | 90.000              | 25% (khoảng 22,500) cho vòng bảng và trận đấu đầu tiên của vòng 16 đội, 50% (khoảng 45,000) cho trận đấu thứ hai của vòng 16 đội và 67% (khoảng 60,000) cho các trận bán kết và chung kết |
| Munich          | Allianz Arena           | 70.000              | Ít nhất 20% (14.500) |
| Roma            | Sân vận động Olimpico   | 70.634              | Ít nhất 25% (khoảng 17.659), có thể tăng |
| Sankt-Peterburg | Sân vận động Krestovsky | 68.134              | Ít nhất 50% (khoảng 34.067), có thể tăng |
| Seville         | La Cartuja              | 60.000              | 30% (khoảng 18.000) |

### Đại bản doanh của đội tuyển
Mỗi đội tuyển chọn một "đại bản doanh của đội tuyển" để ở lại giữa các trận đấu. Các đội tuyển sẽ đào tạo và cư trú tại các địa điểm này trong suốt giải đấu, đi đến các trận đấu được tổ chức cách xa đại bản doanh của họ. Không giống như các giải đấu trước, mỗi đội tuyển có thể thiết lập đại bản doanh của họ ở bất cứ đâu do thể thức liên châu Âu, mà không có bất kỳ nghĩa vụ nào ở lại bất kỳ quốc gia chủ nhà nào.
Các đại bản doanh được lựa chọn bởi 20 đội tuyển được vượt qua vòng loại trực tiếp đã được UEFA công bố vào ngày 27 tháng 1 năm 2020. Các đại bản doanh của các đội vượt qua vòng play-off đã được công bố trong năm 2021.
| Đội tuyển     | Đại bản doanh                    |
| ------------- | -------------------------------- |
| Áo            | Seefeld in Tirol, Áo             |
| Bỉ            | Tubize, Bỉ                       |
| Croatia       | Rovinj, Croatia                  |
| Cộng hòa Séc  | Prague, Cộng hòa Séc             |
| Đan Mạch      | Helsingør, Đan Mạch              |
| Anh           | Burton upon Trent, Anh           |
| Phần Lan      | Repino, Sankt-Peterburg, Nga     |
| Pháp          | Clairefontaine-en-Yvelines, Pháp |
| Đức           | Herzogenaurach, Đức              |
| Hungary       | Telki, Hungary                   |
| Ý             | Coverciano, Florence, Ý          |
| Hà Lan        | Zeist, Hà Lan                    |
| Bắc Macedonia | Bucharest, România               |
| Ba Lan        | Sopot, Ba Lan                    |
| Bồ Đào Nha    | Budapest, Hungary                |
| Nga           | Novogorsk, Khimki, Russia        |
| Scotland      | Hurworth-on-Tees, Anh            |
| Slovakia      | Sankt-Peterburg, Nga             |
| Tây Ban Nha   | Las Rozas de Madrid, Tây Ban Nha |
| Thụy Điển     | Gothenburg, Thụy Điển            |
| Thụy Sĩ       | Roma, Ý                          |
| Thổ Nhĩ Kỳ    | Baku, Azerbaijan                 |
| Ukraina       | Bucharest, România               |
| Wales         | Baku, Azerbaijan                 |

1. ↑  Trước đây là St Andrews, Scotland,[132] nhưng đã chuyển tới đây do những hạn chế cách ly vì ảnh hưởng của đại dịch COVID-19 tại Scotland[134]
2. ↑  Trước đây là Currie, Edinburgh, Scotland,[132] nhưng đã chuyển tới đây do những hạn chế cách ly vì ảnh hưởng của đại dịch COVID-19 tại Scotland[135]
3. ↑  Ban đầu là Portmarnock, Cộng hòa Ireland[132]
4. ↑  Ban đầu là Castleknock, Cộng hòa Ireland[137][138][139]
5. ↑  Ban đầu là Maynooth, Cộng hòa Ireland[132]

## Bốc thăm
Lễ bốc thăm cho vòng chung kết được tổ chức vào ngày 30 tháng 11 năm 2019, lúc 18:00 CET (19:00 giờ địa phương, EET) tại Romexpo ở Bucharest, România. 24 đội được chia vào sáu bảng đấu, mỗi bảng 4 đội. Danh tính của bốn đội vượt qua vòng play-off không được biết tại thời điểm bốc thăm và được xác định là các đội thắng vòng play-off các nhánh từ A đến D. Nếu có bảng đấu nào mà không thể hoàn thành tại thời điểm bốc thăm cho vòng chung kết thì một buổi lễ bốc thăm khác sẽ được diễn ra sau vòng play-off vào ngày 1 tháng 4 năm 2020, nhưng UEFA đã xác nhận rằng không cần phải tiến hành thêm lễ bốc thăm nào khác sau khi danh tính của 20 đội bóng vào thẳng vòng chung kết và 16 đội bóng góp mặt tại vòng play-off được công bố.
Các đội bóng được phân loại hạt giống dựa trên bảng xếp hạng tổng thể của vòng loại châu Âu dựa trên kết quả của họ tại Vòng loại giải vô địch bóng đá châu Âu 2020. Các nhóm bốc thăm tiêu chuẩn được phân bổ như sau:
- Nhóm hạt giống số 1: Đội nhất các bảng xếp hạng 1–6
- Nhóm hạt giống số 2: Đội nhất các bảng xếp hạng 7–10, đội nhì các bảng xếp hạng 1–2 (xếp hạng tổng thể là 11–12)
- Nhóm hạt giống số 3: Đội nhì các bảng xếp hạng 3–8 (xếp hạng tổng thể là 13–18)
- Nhóm hạt giống số 4: Đội nhì các bảng xếp hạng 9–10 (xếp hạng tổng thể là 19–20), các đội thắng vòng play-off nhánh A–D (danh tính các đội chưa được biết tại thời điểm bốc thăm)

Vì hai đội chủ nhà trong cùng một bảng đấu không thể cùng nằm trong một nhóm hạt giống, Hội đồng khẩn cấp của UEFA đã có thể phải hoán đổi một đội chủ nhà với đội xếp hạng thấp hơn vào nhóm hạt giống cao hơn, hay hoán đổi một đội chủ nhà với đội xếp hạng cao hơn vào nhóm hạt giống thấp hơn (dựa trên nguyên tắc sự thay đổi sẽ có ảnh hưởng thấp nhất đối với việc phân loại hạt giống ban đầu). Tuy nhiên, họ không cần phải điều chỉnh thêm bất cứ việc phân loại hạt giống nào.
Quá trình bốc thăm khởi đầu với nhóm hạt giống số 1 và kết thúc với nhóm hạt giống số 4, khi mà một đội được bốc thăm và được gán vào bảng đấu đầu tiên. Sau đó tiếp tục với các vị trí khác của bảng đấu (để quyết định lịch thi đấu). Trong quá trình bốc thăm, các tiêu chí sau được áp dụng (bao gồm các đội vẫn có thể vượt qua vòng play-off):
- Nghiễm nhiên được gán vào bảng đấu: Các đội chủ nhà được gán vào các bảng đấu của họ dựa trên việc ghép cặp các thành phố chủ nhà.
- Hạn chế xung đột: Vì lý do chính trị, UEFA đã thực hiện việc ghép cặp các đội nhằm hạn chế xung đột giữa các đội đó. Ngoài việc không thể được xếp vào cùng một bảng đấu, các đội không phải là chủ nhà sẽ không thể được bốc vào cùng một bảng đấu có quốc gia chủ nhà gây nên sự xung đột với họ, ngay cả khi đội chủ nhà không thể vượt qua vòng loại. Chỉ có một trường hợp hạn chế xung đột, Nga / Ukraina, đã được áp dụng trong quá trình bốc thăm vòng bảng. Những trường hợp hạn chế xung đột khác giữa các đội vượt qua vòng loại và các đội tham gia vòng play-off là Kosovo / Bosnia và Herzegovina và Kosovo / Serbia, nhưng những đội trong các cặp đó đều trong vòng play-off và nằm trong nhóm hạt giống số 4 tại thời điểm bốc thăm, và sẽ không nằm trong cùng một bảng; cặp Kosovo / Nga cũng không thể xảy ra,[146] nhưng họ cũng sẽ không thể nằm trong cùng một bảng đấu do sự ghép cặp các nhánh play-off cần thiết cho sự phân bổ các chủ nhà. Tuy nhiên, những điều kiện hạt chế xung đột này cũng sẽ không phải là ngoại lệ đối với vòng đấu loại trực tiếp.

### Chia bảng cho các nhánh tại vòng play-off
Do thể thức của vòng play-off khiến việc đoán trước được tất cả các tình huống có thể xảy ra là không thể, Ủy ban điều hành UEFA phải chờ đợi giải quyết một số vấn đề liên quan đến việc bốc thăm cho vòng chung kết của giải đấu cho đến khi vòng bảng của vòng loại kết thúc. Việc tránh để một trong số các nhánh play-off có hai đội chủ nhà là không thể đối với UEFA, dẫn tới việc România (chủ nhà bảng C) và Hungary (chủ nhà bảng F) được bốc thăm vào cùng nhánh A. Vì vậy, đội thắng nhánh play-off này cần được gán vào hai bảng đấu trong lễ bốc thăm vòng chung kết. Để đảm bảo cho điều này, nhánh A được ghép cặp cùng với nhánh D (nhánh không có chủ nhà), từ đó đảm bảo cho các tình huống cụ thể cho từng đội có thể vượt qua vòng loại. Lễ bốc thăm đã diễn ra vào ngày 22 tháng 11 năm 2019, lúc 12:00 CET, tại trụ sở UEFA ở Nyon, Thụy Sĩ (cùng với việc bốc thăm vòng play-off), nơi quyết định thứ tự ưu tiên để phân chia nhánh A cho các bảng đấu ở vòng chung kết.
Hai quả bóng đã được chuẩn bị trước và có chứa tên của hai bảng đấu của các đội chủ nhà được nhắc tới (bảng C cho Romania và bảng F cho Hungary). Quả bóng đầu tiên được bốc thăm đã xác định được ("nhóm ưu tiên") được phân chia cho nhánh A, trừ đội chủ nhà của quả bóng thứ hai được bốc thăm ("nhóm không ưu tiên") là đội thắng nhánh A. Trong quá trình bốc thăm, Bảng F đã được chọn làm bảng đấu ưu tiên, dẫn đến các kết quả có thể xảy ra sau:
- Bulgaria, Hungary hoặc Iceland giành chiến thắng ở nhánh A: Đội thắng nhánh A sẽ vào bảng F, và đội thắng nhánh D sẽ vào bảng C. (Vì România thất bại ở bán kết của vòng play-off nên đây là khả năng phân chia bảng đã xảy ra.)
- România giành chiến thắng ở nhánh A: România sẽ vào bảng C, và đội thắng nhánh D sẽ vào bảng F.

### Hạt giống
Dưới đây là thành phần của các nhóm:
| Đội tuyển   | Chủ nhà | Hạng |
| ----------- | ------- | ---- |
| Bỉ          |         | 1    |
| Ý           | Bảng A  | 2    |
| Anh         | Bảng D  | 3    |
| Đức         | Bảng F  | 4    |
| Tây Ban Nha | Bảng E  | 5    |
| Ukraina     |         | 6    |

| Đội tuyển | Chủ nhà | Hạng |
| --------- | ------- | ---- |
| Pháp      |         | 7    |
| Ba Lan    |         | 8    |
| Thụy Sĩ   |         | 9    |
| Croatia   |         | 10   |
| Hà Lan    | Bảng C  | 11   |
| Nga       | Bảng B  | 12   |

| Đội tuyển    | Chủ nhà | Hạng |
| ------------ | ------- | ---- |
| Bồ Đào Nha   |         | 13   |
| Thổ Nhĩ Kỳ   |         | 14   |
| Đan Mạch     | Bảng B  | 15   |
| Áo           |         | 16   |
| Thụy Điển    |         | 17   |
| Cộng hòa Séc |         | 18   |

| Đội tuyển              | Chủ nhà    | Hạng |
| ---------------------- | ---------- | ---- |
| Wales                  |            | 19   |
| Phần Lan               |            | 20   |
| Thắng play-off nhánh A | Bảng C & F | —    |
| Thắng play-off nhánh B | Bảng E     | —    |
| Thắng play-off nhánh C | Bảng D     | —    |
| Thắng play-off nhánh D |            | —    |

1. 1 2  Ukraine không thể được bốc thăm vào cùng bảng với Nga (chủ nhà bảng B). Vì họ cũng không được xếp vào bất kỳ bảng nào trong 4 bảng còn lại với đội chủ nhà thuộc Nhóm 1, Ukraine được chia vào bảng C. Do đó, Bỉ được chia vào bảng B.
2. ↑  Tên của 4 đội bóng chiến thắng vòng play-off chưa được công bố tại thời điểm bốc thăm.
3. ↑  Romania (chủ nhà bảng C) và Hungary (chủ nhà bảng F) đã thi đấu trong vòng play-off Nhánh A, và do đó đội giành chiến thắng ở Nhánh A đã được chia vào hai bảng (Bảng C và Bảng F), với kết quả cuối cùng phụ thuộc vào tên đội giành chiến thắng ở Nhánh A.
4. ↑  Cộng hòa Ireland (từng là chủ nhà bảng E) đã thi đấu trong vòng play-off Nhánh B, và do đó đội giành chiến thắng ở Nhánh B đã được chia vào bảng E.
5. ↑  Scotland (chủ nhà bảng D) đã thi đấu trong vòng play-off Nhánh C, và do đó đội giành chiến thắng ở Nhánh C đã được chia vào bảng D.
6. ↑  Play-off nhánh D đã được ghép với nhánh A (có hai đội chủ nhà), và do đó đội giành chiến thắng ở Nhánh A đã được chia vào hai bảng (Bảng C và Bảng F), với kết quả cuối cùng phụ thuộc vào tên đội giành chiến thắng ở Nhánh A.

### Kết quả bốc thăm và lịch thi đấu bảng
Đã kết quả bốc thăm trong các bảng sau đây (các đội tuyển trong chữ nghiêng là các đội thắng play-off mà danh tính của họ không được biết đến tại thời điểm bốc thăm):
| VT | Đội tuyển  |
| -- | ---------- |
| A1 | Thổ Nhĩ Kỳ |
| A2 | Ý          |
| A3 | Wales      |
| A4 | Thụy Sĩ    |

| VT | Đội tuyển |
| -- | --------- |
| B1 | Đan Mạch  |
| B2 | Phần Lan  |
| B3 | Bỉ        |
| B4 | Nga       |

| VT | Đội tuyển     |
| -- | ------------- |
| C1 | Hà Lan        |
| C2 | Ukraina       |
| C3 | Áo            |
| C4 | Bắc Macedonia |

| VT | Đội tuyển    |
| -- | ------------ |
| D1 | Anh          |
| D2 | Croatia      |
| D3 | Scotland     |
| D4 | Cộng hòa Séc |

| VT | Đội tuyển   |
| -- | ----------- |
| E1 | Tây Ban Nha |
| E2 | Thụy Điển   |
| E3 | Ba Lan      |
| E4 | Slovakia    |

| VT | Đội tuyển  |
| -- | ---------- |
| F1 | Hungary    |
| F2 | Bồ Đào Nha |
| F3 | Pháp       |
| F4 | Đức        |

1. 1 2 3 4 5 6  Chủ nhà giải đấu sẽ thi đấu tất cả 3 trận đấu vòng bảng tại sân nhà.
2. ↑  Chủ nhà giải đấu sẽ thi đấu hai trận đấu vòng bảng tại sân nhà.

Lịch thi đấu cho vòng bảng đã được quyết định dựa trên kết quả bốc thăm như sau:
Lưu ý: Các vị trí để lên lịch không sử dụng các nhóm hạt giống, và thay vào đó được sử dụng các vị trí bốc thăm, ví dụ: Đội 1 không nhất thiết phải là đội từ Nhóm 1 trong lễ bốc thăm.
| Ngày đấu   | Các ngày         | Các trận đấu |
| ---------- | ---------------- | ------------ |
| Ngày đấu 1 | Tháng 6 năm 2021 | 1 v 2, 3 v 4 |
| Ngày đấu 2 | Tháng 6 năm 2021 | 1 v 3, 2 v 4 |
| Ngày đấu 3 | Tháng 6 năm 2021 | 4 v 1, 2 v 3 |

## Đội hình
Để giảm áp lực cho các cầu thủ do đại dịch COVID-19, số lượng cầu thủ quy định trong đội hình đã được tăng từ 23 (được sử dụng tại mọi giải vô địch bóng đá châu Âu kể từ năm 2004) lên 26. Tuy nhiên, số lượng cầu thủ tối đa được phép sử dụng trong đội hình cho mỗi trận đấu của giải đấu vẫn được giữ nguyên là 23. Đội hình của mỗi đội tuyển, trong đó có ba thủ môn, phải được xác nhận ít nhất mười ngày trước trận đấu khai mạc của giải đấu (tức trước ngày 1 tháng 6 năm 2021). Nếu một cầu thủ nào đó bị chấn thương hoặc bị bệnh nặng đến mức không thể tham gia giải đấu trước trận đấu đầu tiên của đội, cầu thủ đó có thể được thay thế bằng một cầu thủ khác. Tuy nhiên, thủ môn vẫn có thể bị thay thế sau trận đấu đầu tiên của đội nếu không đủ thể lực thi đấu.

## Trọng tài
Vào ngày 27 tháng 9 năm 2018, Ủy ban điều hành UEFA đã thông qua việc sử dụng hệ thống trợ lý trọng tài video (VAR) lần đầu tiên tại Giải vô địch bóng đá châu Âu. Vào ngày 12 tháng 2 năm 2020, UEFA và CONMEBOL đã ký một biên bản ghi nhớ để tăng cường hợp tác, trong đó cho phép tổ trọng tài trận đấu Nam Mỹ được chỉ định cho vòng bảng của giải đấu.
Vào ngày 21 tháng 4 năm 2021, UEFA đã công bố 19 tổ trọng tài cho giải đấu. Danh sách này bao gồm trọng tài người Argentina Fernando Rapallini và các trợ lý của ông, họ là những trọng tài Nam Mỹ đầu tiên được chọn cho Giải vô địch châu Âu như một phần của chương trình trao đổi trọng tài của UEFA với CONMEBOL. Một tổ các trọng tài Tây Ban Nha cũng được lựa chọn cho Cúp bóng đá Nam Mỹ 2021.
Một tổ trọng tài gồm 9 người được chỉ định cho mỗi trận đấu. Một nhóm trọng tài 5 người trên sân gồm một trọng tài chính, hai trợ lý trọng tài, một trọng tài thứ tư và một trợ lý trọng tài dự bị. Thêm vào đó, bốn trọng tài VAR được ngồi ở trụ sở UEFA tại Nyon, Thụy Sĩ. Tổ trọng tài này bao gồm một trọng tài VAR (trọng tài video chính và là người giữ liên lạc chủ yếu với trọng tài), một trợ lý trọng tài VAR (AVAR 1, người tập trung theo dõi sát với trận đấu), một trọng tài việt vị VAR (AVAR 2, người xem lại mọi trường hợp việt vị có thể xảy ra) và một trợ lý VAR (AVAR 3, người thực hiện việc hỗ trợ các trọng tài khác). Giải đấu sử dụng Luật bóng đá 2021, có hiệu lực từ ngày 1 tháng 7 nhưng có thể được thực hiện trong các giải đấu bắt đầu ngay trước thời điểm đó.
| Quốc gia    | Trọng tài               | Trợ lý trọng tài                                   | Các trận đấu được chỉ định                                                                                            |
| ----------- | ----------------------- | -------------------------------------------------- | --- |
| Đức         | Felix Brych             | Mark Borsch Stefan Lupp                            | Hà Lan–Ukraina (Bảng C) Phần Lan–Bỉ (Bảng B) Bỉ–Bồ Đào Nha (Vòng 16 đội) Ukraina–Anh (Tứ kết) Ý–Tây Ban Nha (Bán kết) |
| Thổ Nhĩ Kỳ  | Cüneyt Çakır            | Bahattin Duran Tarık Ongun                         | Hungary–Bồ Đào Nha (Bảng F) Ukraina–Áo (Bảng C) Croatia–Tây Ban Nha (Vòng 16 đội)                                     |
| Tây Ban Nha | Carlos del Cerro Grande | Juan Carlos Yuste Jiménez Roberto Alonso Fernández | Pháp–Đức (Bảng F) Croatia–Cộng hòa Séc (Bảng D)                                                                       |
| Thụy Điển   | Andreas Ekberg          | Mehmet Culum Stefan Hallberg                       | Áo–Bắc Macedonia (Bảng C)                                                                                             |
| Israel      | Orel Grinfeld           | Roy Hassan Idan Yarkoni                            | Hà Lan–Áo (Bảng C) |
| România     | Ovidiu Hațegan          | Radu Ghinguleac Sebastian Gheorghe                 | Ba Lan–Slovakia (Bảng E) Ý–Wales (Bảng A)                                                                             |
| Nga         | Sergei Karasev          | Igor Demeshko Maksim Gavrilin                      | Ý–Thụy Sĩ (Bảng A) Đức–Hungary (Bảng F) Hà Lan–Cộng hòa Séc (Vòng 16 đội)                                             |
| România     | István Kovács           | Vasile Marinescu Ovidiu Artene                     | Bắc Macedonia–Hà Lan (Bảng C)                                                                                         |
| Hà Lan      | Björn Kuipers           | Sander van Roekel Erwin Zeinstra                   | Đan Mạch–Bỉ (Bảng B) Slovakia–Tây Ban Nha (Bảng E) Cộng hòa Séc–Đan Mạch (Tứ kết) Ý–Anh (Chung kết)                   |
| Hà Lan      | Danny Makkelie          | Hessel Steegstra Jan de Vries                      | Thổ Nhĩ Kỳ–Ý (Bảng A) Phần Lan–Nga (Bảng B) Anh–Đức (Vòng 16 đội) Anh–Đan Mạch (Bán kết)                              |
| Tây Ban Nha | Antonio Mateu Lahoz     | Pau Cebrián Devís Roberto Díaz Pérez del Palomar   | Bỉ–Nga (Bảng B) Anh–Scotland (Bảng D) Bồ Đào Nha–Pháp (Bảng F)                                                        |
| Anh         | Michael Oliver          | Stuart Burt Simon Bennett                          | Hungary–Pháp (Bảng F) Thụy Điển–Ba Lan (Bảng E) Thụy Sĩ–Tây Ban Nha (Tứ kết)                                          |
| Ý           | Daniele Orsato          | Alessandro Giallatini Fabiano Preti                | Anh–Croatia (Bảng D) Tây Ban Nha–Ba Lan (Bảng E) Thụy Điển–Ukraina (Vòng 16 đội)                                      |
| Argentina   | Fernando Rapallini      | Juan Pablo Belatti Diego Bonfá                     | Ukraina–Bắc Macedonia (Bảng C) Croatia–Scotland (Bảng D) Pháp–Thụy Sĩ (Vòng 16 đội)                                   |
| Đức         | Daniel Siebert          | Jan Seidel Rafael Foltyn                           | Scotland–Cộng hòa Séc (Bảng D) Thụy Điển–Slovakia (Bảng E) Wales–Đan Mạch (Vòng 16 đội)                               |
| Bồ Đào Nha  | Artur Soares Dias       | Rui Tavares Paulo Soares                           | Thổ Nhĩ Kỳ–Wales (Bảng A) Cộng hòa Séc–Anh (Bảng D)                                                                   |
| Anh         | Anthony Taylor          | Gary Beswick Adam Nunn                             | Đan Mạch–Phần Lan (Bảng B) Bồ Đào Nha–Đức (Bảng F) Ý–Áo (Vòng 16 đội)                                                 |
| Pháp        | Clément Turpin          | Nicolas Danos Cyril Gringore                       | Wales–Thụy Sĩ (Bảng A) Nga–Đan Mạch (Bảng B)                                                                          |
| Slovenia    | Slavko Vinčić           | Tomaž Klančnik Andraž Kovačič                      | Tây Ban Nha–Thụy Điển (Bảng E) Thụy Sĩ–Thổ Nhĩ Kỳ (Bảng A) Bỉ–Ý (Tứ kết)                                              |

Ngoài ra, UEFA đã công bố 22 trọng tài video và 12 trọng tài hỗ trợ (những người đóng vai trò là trọng tài thứ tư hoặc trợ lý trọng tài dự bị). Danh sách này bao gồm trọng tài hỗ trợ Stéphanie Frappart, nữ trọng tài đầu tiên tại chung kết giải vô địch bóng đá châu Âu.
| Quốc gia    | Trợ lý trọng tài video                                                          | VAR việt vị                  |
| ----------- | ------------------------------------------------------------------------------- | ---------------------------- |
| Anh         | Stuart Attwell Chris Kavanagh                                                   | Lee Betts                    |
| Pháp        | Jérôme Brisard François Letexier                                                | Benjamin Pagès               |
| Đức         | Bastian Dankert Christian Dingert Marco Fritz                                   | Christian Gittelmann         |
| Ý           | Marco Di Bello Massimiliano Irrati Paolo Valeri                                 | Filippo Meli                 |
| Hà Lan      | Kevin Blom Pol van Boekel                                                       |                              |
| Ba Lan      | Paweł Gil                                                                       |                              |
| Bồ Đào Nha  | João Pinheiro                                                                   |                              |
| Tây Ban Nha | Alejandro Hernández Hernández Juan Martínez Munuera José María Sánchez Martínez | Íñigo Prieto López de Cerain |

| Quốc gia | Trọng tài thứ tư   | Trợ lý trọng tài dự bị |
| -------- | ------------------ | ---------------------- |
| Bulgaria | Georgi Kabakov     | Martin Margaritov      |
| Pháp     | Stéphanie Frappart | Mikaël Berchebru       |
| Ý        | Davide Massa       | Stefano Alassio        |
| Ba Lan   | Bartosz Frankowski | Marcin Boniek          |
| Serbia   | Srđan Jovanović    | Uroš Stojković         |
| Thụy Sĩ  | Sandro Schärer     | Stéphane De Almeida    |

## Lễ khai mạc, lễ mở màn và lễ bế mạc

### Lễ khai mạc
Lễ khai mạc diễn ra tại sân vận động Olimpico ở Roma, Ý vào ngày 11 tháng 6 năm 2021 lúc 20:35 (CEST) trước trận đấu đầu tiên của giải đấu. Nghệ sĩ opera người Ý Andrea Bocelli đã biểu diễn bài hát "Nessun dorma". Martin Garrix, Bono và The Edge cũng góp mặt để biểu diễn bài hát chính thức của giải đấu, "We Are the People". Buổi biểu diễn là một màn trình diễn ảo nhằm vào đại dịch COVID-19 tại châu Âu và được quay tại các trường quay động ở Luân Đôn và tại sân vận động Olimpico để tái hiện không gian sân vận động ở chế độ 3D.

### Lễ mở màn
Lễ mở màn được diễn ra trước mỗi trận đấu thuộc khuôn khổ giải vô địch bóng đá châu Âu 2020 với bài hát "Like I Do" của David Guetta, Martin Garrix và Brooks. Sau đó là tiết mục chính với 2 chiếc áo đội tuyển cỡ lớn của 2 đội thi đấu của trận được kéo căng ra trên nền nhạc "We Are The People (Martin Garrix Remix)". Nền nhạc chờ của các sân vận động thuộc giải đấu là bài "Intro" của ban nhạc The xx.

### Lễ bế mạc
Lễ bế mạc được diễn ra tại sân vận động Wembley ở Luân Đôn, Anh vào ngày 11 tháng 7 năm 2021 lúc 20:45 (CEST) trước trận đấu cuối cùng của giải đấu với chiếc cúp mô phỏng cỡ lớn được đặt tại giữa sân vận động. Tiếng chuông nhà thờ vang lên để bắt đầu lễ bế mạc. Các bài hát của Martin Garrix được mashup và phát tại sân trong buổi lễ với các vũ công đeo khẩu trang để nhảy như một lời nhắc nhở về phòng chống dịch. Một số hình ảnh thực tế ảo cũng đã được sử dụng cho buổi lễ này. Các máy bay thả khói màu đã bay qua sân vận động để phục vụ lễ bế mạc. Hai chiếc áo cỡ lớn của 2 đội gặp nhau tại trận chung kết (giữa Ý và Anh) cũng được kéo căng ra và kết thúc bằng tiếng chuông nhà thờ cùng một tràn pháo hoa trên sân vận động nước Anh.

## Vòng bảng
| Vô địch Á quân | Bán kết Tứ kết | Vòng 16 đội Vòng bảng |

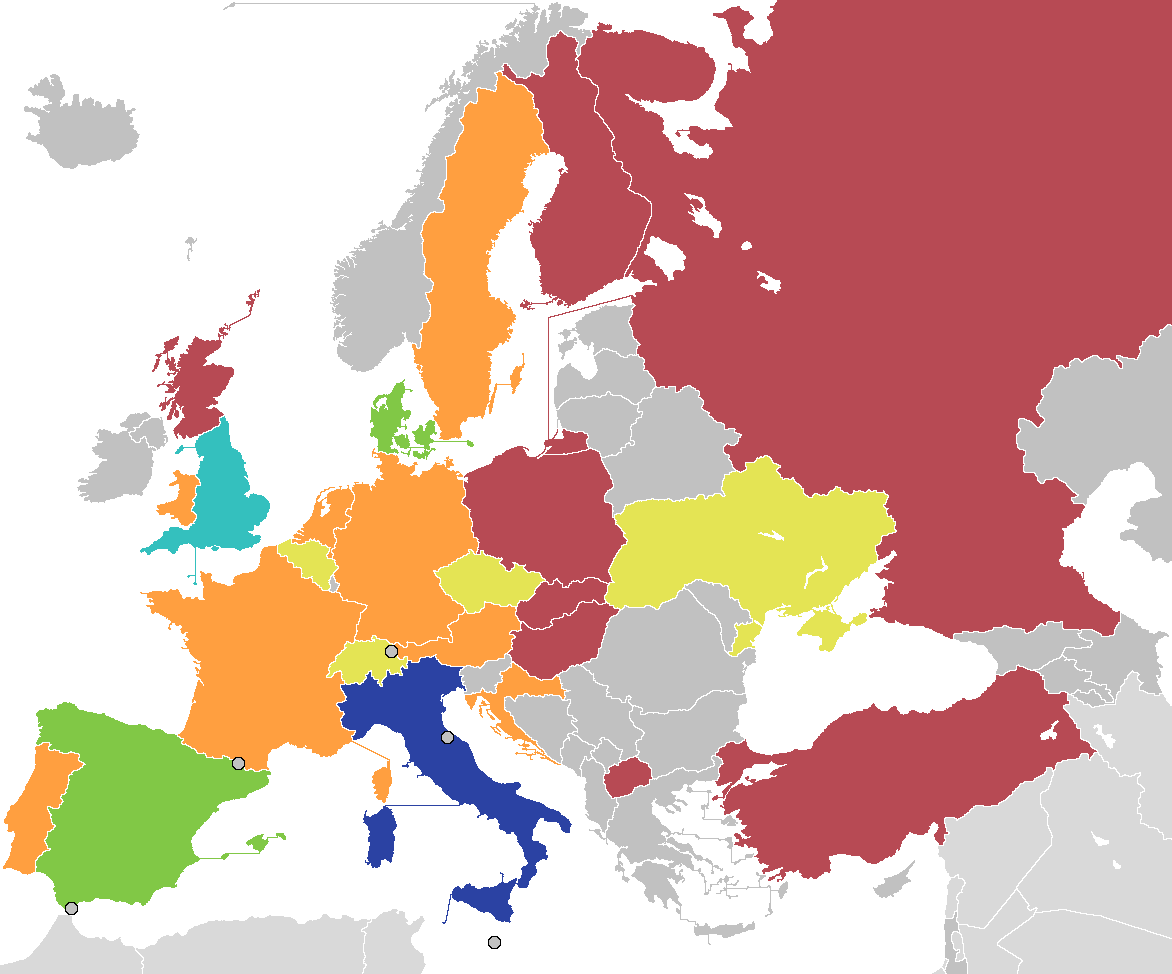
Kết quả của các đội tham gia UEFA Euro 2020
Vô địch
Á quân
Bán kết
Tứ kết
Vòng 16 đội
Vòng bảng

UEFA đã công bố lịch thi đấu vào ngày 24 tháng 5 năm 2018, trong đó chỉ bao gồm thời gian bắt đầu trận khai mạc cũng như các trận đấu từ vòng tứ kết trở đi. Thời gian bắt đầu của các trận đấu vòng bảng còn lại và vòng 16 đội đã được công bố vào ngày 30 tháng 11 năm 2019 sau khi kết thúc bốc thăm vòng chung kết. Vào ngày 17 tháng 6 năm 2020, UEFA đã công bố điều chỉnh lịch thi đấu cho giải đấu trong năm 2021. Tất cả các ngày thi đấu, thời gian bắt đầu và địa điểm thi đấu vẫn giống như nhau, nhưng được lùi lại sớm hơn một ngày nên các trận đấu vẫn sẽ diễn ra vào cùng một ngày trong tuần (tức là từ ngày 12 đến ngày 11 tháng 6 và trận khai mạc vẫn sẽ diễn ra vào thứ Sáu). Vào ngày 23 tháng 4 năm 2021, UEFA đã điều chỉnh địa điểm của lịch thi đấu sau khi một sân vận động đã bị loại bỏ khỏi địa điểm đăng cai giải đấu và được thay thế bằng một sân vận động khác.
Đội nhất, nhì của các bảng, và bốn đội xếp thứ ba tốt nhất giành quyền vào vòng 16 đội.
Thời gian là CEST (UTC+2), theo liệt kê bởi UEFA. Nếu địa điểm được đặt ở múi giờ khác, giờ địa phương cũng được cung cấp.

### Các tiêu chí
Nếu hai hoặc nhiều đội có điểm số bằng nhau khi hoàn thành các trận đấu bảng, các tiêu chí sau đây sẽ được áp dụng:
1. Số điểm có được trong các trận đấu giữa các đội được đề cập tới cao hơn;
2. Hiệu số bàn thắng bại từ các trận đấu giữa các đội được đề cập tới cao hơn;
3. Số bàn thắng ghi được trong các trận đấu giữa các đội được đề cập tới cao hơn;
4. Nếu sau khi áp dụng tiêu chí từ 1 đến 3, các đội vẫn có thứ hạng giống nhau, tiêu chí từ 1 đến 3 được áp dụng lại dành riêng cho các trận đấu giữa các đội này để xác định thứ hạng cuối cùng của họ.[a] Nếu điều này không quyết định thứ hạng của các đội, các tiêu chí từ 5 đến 10 được áp dụng;
5. Hiệu số bàn thắng bại vượt trội trong tất cả các trận đấu vòng bảng;
6. Số bàn thắng ghi được cao hơn trong tất cả các trận đấu vòng bảng;
7. Số trận thắng cao hơn trong tất cả các trận đấu vòng bảng;[b]
8. Nếu chỉ có hai đội có cùng số điểm, cũng như cùng hiệu số bàn thắng bại, và tỷ số hòa trong trận đấu của họ ở lượt cuối cùng của vòng bảng, thứ hạng của họ được xác định bằng loạt sút luân lưu. (Tiêu chí này không được áp dụng nếu có nhiều hơn hai đội có cùng số điểm.);
9. Chỉ số fair-play tốt hơn (tổng điểm phạt ít hơn) trong tất cả các trận đấu vòng bảng (1 điểm cho một thẻ vàng, 3 điểm cho một thẻ đỏ gián tiếp do nhận hai thẻ vàng, 3 điểm cho một thẻ đỏ trực tiếp, 4 điểm cho một thẻ vàng và sau đó là một thẻ đỏ trực tiếp);
10. Vị trí cao hơn trong bảng xếp hạng tổng thể vòng loại châu Âu.

Ghi chú
1. ↑  Nếu có ba đội bằng điểm nhau, việc áp dụng ba tiêu chí đầu tiên có thể chỉ được áp dụng cho một trong hai đội, khiến hai đội còn lại vẫn bằng điểm nhau. Trong trường hợp này, các tiêu chí nói trên được tiếp tục lại từ đầu cho hai đội đó.
2. ↑  Tiêu chí này chỉ có thể được áp dụng nếu xảy ra việc trừ điểm, vì nhiều đội trong cùng một bảng không thể bằng điểm nhau mà có số trận thắng khác nhau được.

### Bảng A
| VT | Đội        | ST | T | H | B | BT | BB | HS | Đ | Giành quyền tham dự                 |
| -- | ---------- | -- | - | - | - | -- | -- | -- | - | ----------------------------------- |
| 1  | Ý (H)      | 3  | 3 | 0 | 0 | 7  | 0  | +7 | 9 | Đi tiếp vào vòng đấu loại trực tiếp |
| 2  | Wales      | 3  | 1 | 1 | 1 | 3  | 2  | +1 | 4 | Đi tiếp vào vòng đấu loại trực tiếp |
| 3  | Thụy Sĩ    | 3  | 1 | 1 | 1 | 4  | 5  | −1 | 4 | Đi tiếp vào vòng đấu loại trực tiếp |
| 4  | Thổ Nhĩ Kỳ | 3  | 0 | 0 | 3 | 1  | 8  | −7 | 0 |                                     |

1. 1 2  Bằng kết quả đối đầu (Wales 1–1 Thụy Sĩ). Hiệu số bàn thắng bại tổng thể được sử dụng để xét thứ hạng.

| Thổ Nhĩ Kỳ | 0–3      | Ý                                                 |
| ---------- | -------- | ------------------------------------------------- |
|            | Chi tiết | - Demiral 53' (l.n.) - Immobile 66' - Insigne 79' |

| Wales       | 1–1      | Thụy Sĩ      |
| ----------- | -------- | ------------ |
| - Moore 74' | Chi tiết | - Embolo 49' |

| Thổ Nhĩ Kỳ | 0–2      | Wales                           |
| ---------- | -------- | ------------------------------- |
|            | Chi tiết | - Ramsey 42' - C. Roberts 90+5' |

| Ý                                   | 3–0      | Thụy Sĩ |
| ----------------------------------- | -------- | ------- |
| - Locatelli 26', 52' - Immobile 89' | Chi tiết |         |

| Thụy Sĩ                           | 3–1      | Thổ Nhĩ Kỳ    |
| --------------------------------- | -------- | ------------- |
| - Seferović 6' - Shaqiri 26', 68' | Chi tiết | - Kahveci 62' |

| Ý             | 1–0      | Wales |
| ------------- | -------- | ----- |
| - Pessina 39' | Chi tiết |       |

### Bảng B
| VT | Đội          | ST | T | H | B | BT | BB | HS | Đ | Giành quyền tham dự                 |
| -- | ------------ | -- | - | - | - | -- | -- | -- | - | ----------------------------------- |
| 1  | Bỉ           | 3  | 3 | 0 | 0 | 7  | 1  | +6 | 9 | Đi tiếp vào vòng đấu loại trực tiếp |
| 2  | Đan Mạch (H) | 3  | 1 | 0 | 2 | 5  | 4  | +1 | 3 | Đi tiếp vào vòng đấu loại trực tiếp |
| 3  | Phần Lan     | 3  | 1 | 0 | 2 | 1  | 3  | −2 | 3 |                                     |
| 4  | Nga (H)      | 3  | 1 | 0 | 2 | 2  | 7  | −5 | 3 |                                     |

1. 1 2 3  Bằng điểm đối đầu (3). Hiệu số bàn thắng bại đối đầu: Đan Mạch +2, Phần Lan 0, Nga –2.

| Đan Mạch | 0–1      | Phần Lan         |
| -------- | -------- | ---------------- |
|          | Chi tiết | - Pohjanpalo 60' |

| Bỉ                              | 3–0      | Nga |
| ------------------------------- | -------- | --- |
| - Lukaku 10', 88' - Meunier 34' | Chi tiết |     |

| Phần Lan | 0–1      | Nga               |
| -------- | -------- | ----------------- |
|          | Chi tiết | - Miranchuk 45+2' |

| Đan Mạch     | 1–2      | Bỉ                              |
| ------------ | -------- | ------------------------------- |
| - Poulsen 2' | Chi tiết | - T. Hazard 55' - De Bruyne 70' |

| Nga                | 1–4      | Đan Mạch                                                    |
| ------------------ | -------- | ----------------------------------------------------------- |
| Dzyuba 70' (ph.đ.) | Chi tiết | - Damsgaard 38' - Poulsen 59' - Christensen 79' - Mæhle 82' |

| Phần Lan | 0–2      | Bỉ                                 |
| -------- | -------- | ---------------------------------- |
|          | Chi tiết | - Hrádecký 74' (l.n.) - Lukaku 81' |

### Bảng C
| VT | Đội           | ST | T | H | B | BT | BB | HS | Đ | Giành quyền tham dự                 |
| -- | ------------- | -- | - | - | - | -- | -- | -- | - | ----------------------------------- |
| 1  | Hà Lan (H)    | 3  | 3 | 0 | 0 | 8  | 2  | +6 | 9 | Đi tiếp vào vòng đấu loại trực tiếp |
| 2  | Áo            | 3  | 2 | 0 | 1 | 4  | 3  | +1 | 6 | Đi tiếp vào vòng đấu loại trực tiếp |
| 3  | Ukraina       | 3  | 1 | 0 | 2 | 4  | 5  | −1 | 3 | Đi tiếp vào vòng đấu loại trực tiếp |
| 4  | Bắc Macedonia | 3  | 0 | 0 | 3 | 2  | 8  | −6 | 0 |                                     |

| Áo                                              | 3–1      | Bắc Macedonia |
| ----------------------------------------------- | -------- | ------------- |
| - Lainer 18' - Gregoritsch 78' - Arnautović 89' | Chi tiết | - Pandev 28'  |

| Hà Lan                                        | 3–2      | Ukraina                          |
| --------------------------------------------- | -------- | -------------------------------- |
| - Wijnaldum 52' - Weghorst 59' - Dumfries 85' | Chi tiết | - Yarmolenko 75' - Yaremchuk 79' |

| Ukraina                          | 2–1      | Bắc Macedonia |
| -------------------------------- | -------- | ------------- |
| - Yarmolenko 29' - Yaremchuk 34' | Chi tiết | - Alioski 57' |

| Hà Lan                             | 2–0      | Áo |
| ---------------------------------- | -------- | -- |
| - Depay 11' (ph.đ.) - Dumfries 67' | Chi tiết |    |

| Bắc Macedonia | 0–3      | Hà Lan                           |
| ------------- | -------- | -------------------------------- |
|               | Chi tiết | - Depay 24' - Wijnaldum 50', 58' |

| Ukraina | 0–1      | Áo                |
| ------- | -------- | ----------------- |
|         | Chi tiết | - Baumgartner 21' |

### Bảng D
| VT | Đội          | ST | T | H | B | BT | BB | HS | Đ | Giành quyền tham dự                 |
| -- | ------------ | -- | - | - | - | -- | -- | -- | - | ----------------------------------- |
| 1  | Anh (H)      | 3  | 2 | 1 | 0 | 2  | 0  | +2 | 7 | Đi tiếp vào vòng đấu loại trực tiếp |
| 2  | Croatia      | 3  | 1 | 1 | 1 | 4  | 3  | +1 | 4 | Đi tiếp vào vòng đấu loại trực tiếp |
| 3  | Cộng hòa Séc | 3  | 1 | 1 | 1 | 3  | 2  | +1 | 4 | Đi tiếp vào vòng đấu loại trực tiếp |
| 4  | Scotland (H) | 3  | 0 | 1 | 2 | 1  | 5  | −4 | 1 |                                     |

1. 1 2  Bằng kết quả đối đầu (Croatia 1–1 Cộng hòa Séc) và hiệu số bàn thắng bại tổng thể (+1). Bàn thắng được sử dụng để xét thứ hạng.

| Anh            | 1–0      | Croatia |
| -------------- | -------- | ------- |
| - Sterling 57' | Chi tiết |         |

| Scotland | 0–2      | Cộng hòa Séc      |
| -------- | -------- | ----------------- |
|          | Chi tiết | - Schick 42', 52' |

| Croatia       | 1–1      | Cộng hòa Séc         |
| ------------- | -------- | -------------------- |
| - Perišić 47' | Chi tiết | - Schick 37' (ph.đ.) |

| Anh | 0–0      | Scotland |
| --- | -------- | -------- |
|     | Chi tiết |          |

| Croatia                                 | 3–1      | Scotland       |
| --------------------------------------- | -------- | -------------- |
| - Vlašić 17' - Modrić 62' - Perišić 77' | Chi tiết | - McGregor 42' |

| Cộng hòa Séc | 0–1      | Anh            |
| ------------ | -------- | -------------- |
|              | Chi tiết | - Sterling 12' |

### Bảng E
| VT | Đội             | ST | T | H | B | BT | BB | HS | Đ | Giành quyền tham dự                 |
| -- | --------------- | -- | - | - | - | -- | -- | -- | - | ----------------------------------- |
| 1  | Thụy Điển       | 3  | 2 | 1 | 0 | 4  | 2  | +2 | 7 | Đi tiếp vào vòng đấu loại trực tiếp |
| 2  | Tây Ban Nha (H) | 3  | 1 | 2 | 0 | 6  | 1  | +5 | 5 | Đi tiếp vào vòng đấu loại trực tiếp |
| 3  | Slovakia        | 3  | 1 | 0 | 2 | 2  | 7  | −5 | 3 |                                     |
| 4  | Ba Lan          | 3  | 0 | 1 | 2 | 4  | 6  | −2 | 1 |                                     |

| Ba Lan        | 1–2      | Slovakia                             |
| ------------- | -------- | ------------------------------------ |
| - Linetty 46' | Chi tiết | - Szczęsny 18' (l.n.) - Škriniar 69' |

| Tây Ban Nha | 0–0      | Thụy Điển |
| ----------- | -------- | --------- |
|             | Chi tiết |           |

| Thụy Điển              | 1–0      | Slovakia |
| ---------------------- | -------- | -------- |
| - Forsberg 77' (ph.đ.) | Chi tiết |          |

| Tây Ban Nha  | 1–1      | Ba Lan            |
| ------------ | -------- | ----------------- |
| - Morata 25' | Chi tiết | - Lewandowski 54' |

| Slovakia | 0–5      | Tây Ban Nha                                                                            |
| -------- | -------- | -------------------------------------------------------------------------------------- |
|          | Chi tiết | - Dúbravka 30' (l.n.) - Laporte 45+3' - Sarabia 56' - F. Torres 67' - Kucka 71' (l.n.) |

| Thụy Điển                           | 3–2      | Ba Lan                 |
| ----------------------------------- | -------- | ---------------------- |
| - Forsberg 2', 59' - Claesson 90+4' | Chi tiết | - Lewandowski 61', 84' |

### Bảng F
| VT | Đội         | ST | T | H | B | BT | BB | HS | Đ | Giành quyền tham dự                 |
| -- | ----------- | -- | - | - | - | -- | -- | -- | - | ----------------------------------- |
| 1  | Pháp        | 3  | 1 | 2 | 0 | 4  | 3  | +1 | 5 | Đi tiếp vào vòng đấu loại trực tiếp |
| 2  | Đức (H)     | 3  | 1 | 1 | 1 | 6  | 5  | +1 | 4 | Đi tiếp vào vòng đấu loại trực tiếp |
| 3  | Bồ Đào Nha  | 3  | 1 | 1 | 1 | 7  | 6  | +1 | 4 | Đi tiếp vào vòng đấu loại trực tiếp |
| 4  | Hungary (H) | 3  | 0 | 2 | 1 | 3  | 6  | −3 | 2 |                                     |

1. 1 2  Kết quả đối đầu: Bồ Đào Nha 2–4 Đức.

| Hungary | 0–3      | Bồ Đào Nha                                   |
| ------- | -------- | -------------------------------------------- |
|         | Chi tiết | - Guerreiro 84' - Ronaldo 87' (ph.đ.), 90+2' |

| Pháp                 | 1–0      | Đức |
| -------------------- | -------- | --- |
| - Hummels 20' (l.n.) | Chi tiết |     |

| Hungary       | 1–1      | Pháp            |
| ------------- | -------- | --------------- |
| - Fiola 45+2' | Chi tiết | - Griezmann 66' |

| Bồ Đào Nha               | 2–4      | Đức                                                                       |
| ------------------------ | -------- | ------------------------------------------------------------------------- |
| - Ronaldo 15' - Jota 67' | Chi tiết | - Rúben Dias 35' (l.n.) - Guerreiro 39' (l.n.) - Havertz 51' - Gosens 60' |

| Bồ Đào Nha                         | 2–2      | Pháp                         |
| ---------------------------------- | -------- | ---------------------------- |
| - Ronaldo 31' (ph.đ.), 60' (ph.đ.) | Chi tiết | - Benzema 45+2' (ph.đ.), 47' |

| Đức                          | 2–2      | Hungary                        |
| ---------------------------- | -------- | ------------------------------ |
| - Havertz 66' - Goretzka 84' | Chi tiết | - Ád. Szalai 11' - Schäfer 68' |

### Xếp hạng các đội đứng thứ ba
| VT | Bg | Đội          | ST | T | H | B | BT | BB | HS | Đ | Giành quyền tham dự                 |
| -- | -- | ------------ | -- | - | - | - | -- | -- | -- | - | ----------------------------------- |
| 1  | D  | Cộng hòa Séc | 3  | 1 | 1 | 1 | 3  | 2  | +1 | 4 | Đi tiếp vào vòng đấu loại trực tiếp |
| 2  | A  | Thụy Sĩ      | 3  | 1 | 1 | 1 | 4  | 5  | −1 | 4 | Đi tiếp vào vòng đấu loại trực tiếp |
| 3  | F  | Bồ Đào Nha   | 3  | 1 | 1 | 1 | 7  | 6  | +1 | 4 | Đi tiếp vào vòng đấu loại trực tiếp |
| 4  | C  | Ukraina      | 3  | 1 | 0 | 2 | 4  | 5  | −1 | 3 | Đi tiếp vào vòng đấu loại trực tiếp |
| 5  | B  | Phần Lan     | 3  | 1 | 0 | 2 | 1  | 3  | −2 | 3 |                                     |
| 6  | E  | Slovakia     | 3  | 1 | 0 | 2 | 2  | 7  | −5 | 3 |                                     |

## Vòng đấu loại trực tiếp
Trong vòng đấu loại trực tiếp, nếu trận đấu có tỉ số hòa sau thời gian thi đấu chính thức, sẽ có hiệp phụ (với hai hiệp, mỗi hiệp 15 phút), và mỗi đội được thực hiện quyền thay người thứ sáu. Nếu sau hiệp phụ mà vẫn có tỉ số hòa, kết quả của trận đấu được phân định bởi loạt sút luân lưu.
Bắt đầu từ giải vô địch bóng đá châu Âu 1984, không có play-off tranh hạng ba.
Thời gian là CEST (UTC+2), theo liệt kê bởi UEFA. Nếu địa điểm được đặt ở múi giờ khác, giờ địa phương cũng được cung cấp.

### Nhánh đấu
|  | Vòng 16 đội             | Vòng 16 đội                 |                       |       | Tứ kết | Tứ kết |  |  | Bán kết | Bán kết |  |  | Chung kết | Chung kết |
|  |                         |                             |                       |       |        |        |  |  |         |         |  |  |           |           |
|  | 27 tháng 6 – Sevilla    |                             |                       |       |        |        |  |  |         |         |  |  |           |           |
|  |                         |                             |                       |       |        |        |  |  |         |         |  |  |           |           |
|  | Bỉ                      | 1                           |                       |       |        |        |  |  |         |         |  |  |           |           |
|  | Bỉ                      | 1                           | 2 tháng 7 – München   |       |        |        |  |  |         |         |  |  |           |           |
|  | Bồ Đào Nha              | 0                           |                       |       |        |        |  |  |         |         |  |  |           |           |
|  | Bồ Đào Nha              | 0                           | Bỉ                    | 1     |        |        |  |  |         |         |  |  |           |           |
|  | 26 tháng 6 – Luân Đôn   |                             | Bỉ                    | 1     |        |        |  |  |         |         |  |  |           |           |
|  |                         | Ý                           | 2                     |       |        |        |  |  |         |         |  |  |           |           |
|  | Ý (s.h.p.)              | Ý                           | 2                     | 2     |        |        |  |  |         |         |  |  |           |           |
|  | Ý (s.h.p.)              |                             | 6 tháng 7 – Luân Đôn  | 2     |        |        |  |  |         |         |  |  |           |           |
|  | Áo                      | 1                           |                       |       |        |        |  |  |         |         |  |  |           |           |
|  | Áo                      | 1                           | Ý (p)                 | 1 (4) |        |        |  |  |         |         |  |  |           |           |
|  | 28 tháng 6 – Bucharest  |                             | Ý (p)                 | 1 (4) |        |        |  |  |         |         |  |  |           |           |
|  |                         | Tây Ban Nha                 | 1 (2)                 |       |        |        |  |  |         |         |  |  |           |           |
|  | Pháp                    | Tây Ban Nha                 | 1 (2)                 | 3 (4) |        |        |  |  |         |         |  |  |           |           |
|  | Pháp                    | 2 tháng 7 – Sankt-Peterburg |                       | 3 (4) |        |        |  |  |         |         |  |  |           |           |
|  | Thụy Sĩ (p)             | 3 (5)                       |                       |       |        |        |  |  |         |         |  |  |           |           |
|  | Thụy Sĩ (p)             | 3 (5)                       | Thụy Sĩ               | 1 (1) |        |        |  |  |         |         |  |  |           |           |
|  | 28 tháng 6 – Copenhagen |                             | Thụy Sĩ               | 1 (1) |        |        |  |  |         |         |  |  |           |           |
|  |                         | Tây Ban Nha (p)             | 1 (3)                 |       |        |        |  |  |         |         |  |  |           |           |
|  | Croatia                 | Tây Ban Nha (p)             | 1 (3)                 | 3     |        |        |  |  |         |         |  |  |           |           |
|  | Croatia                 |                             | 11 tháng 7 – Luân Đôn | 3     |        |        |  |  |         |         |  |  |           |           |
|  | Tây Ban Nha (s.h.p.)    | 5                           |                       |       |        |        |  |  |         |         |  |  |           |           |
|  | Tây Ban Nha (s.h.p.)    | 5                           | Ý (p)                 | 1 (3) |        |        |  |  |         |         |  |  |           |           |
|  | 29 tháng 6 – Glasgow    |                             | Ý (p)                 | 1 (3) |        |        |  |  |         |         |  |  |           |           |
|  |                         | Anh                         | 1 (2)                 |       |        |        |  |  |         |         |  |  |           |           |
|  | Thụy Điển               | Anh                         | 1 (2)                 | 1     |        |        |  |  |         |         |  |  |           |           |
|  | Thụy Điển               | 3 tháng 7 – Roma            |                       | 1     |        |        |  |  |         |         |  |  |           |           |
|  | Ukraina (s.h.p.)        | 2                           |                       |       |        |        |  |  |         |         |  |  |           |           |
|  | Ukraina (s.h.p.)        | 2                           | Ukraina               | 0     |        |        |  |  |         |         |  |  |           |           |
|  | 29 tháng 6 – Luân Đôn   |                             | Ukraina               | 0     |        |        |  |  |         |         |  |  |           |           |
|  |                         | Anh                         | 4                     |       |        |        |  |  |         |         |  |  |           |           |
|  | Anh                     | Anh                         | 4                     | 2     |        |        |  |  |         |         |  |  |           |           |
|  | Anh                     |                             | 7 tháng 7 – Luân Đôn  | 2     |        |        |  |  |         |         |  |  |           |           |
|  | Đức                     | 0                           |                       |       |        |        |  |  |         |         |  |  |           |           |
|  | Đức                     | 0                           | Anh (s.h.p.)          | 2     |        |        |  |  |         |         |  |  |           |           |
|  | 27 tháng 6 – Budapest   |                             | Anh (s.h.p.)          | 2     |        |        |  |  |         |         |  |  |           |           |
|  |                         | Đan Mạch                    | 1                     |       |        |        |  |  |         |         |  |  |           |           |
|  | Hà Lan                  | Đan Mạch                    | 1                     | 0     |        |        |  |  |         |         |  |  |           |           |
|  | Hà Lan                  | 3 tháng 7 – Baku            |                       | 0     |        |        |  |  |         |         |  |  |           |           |
|  | Cộng hòa Séc            | 2                           |                       |       |        |        |  |  |         |         |  |  |           |           |
|  | Cộng hòa Séc            | 2                           | Cộng hòa Séc          | 1     |        |        |  |  |         |         |  |  |           |           |
|  | 26 tháng 6 – Amsterdam  |                             | Cộng hòa Séc          | 1     |        |        |  |  |         |         |  |  |           |           |
|  |                         | Đan Mạch                    | 2                     |       |        |        |  |  |         |         |  |  |           |           |
|  | Wales                   | Đan Mạch                    | 2                     | 0     |        |        |  |  |         |         |  |  |           |           |
|  | Wales                   |                             |                       | 0     |        |        |  |  |         |         |  |  |           |           |
|  | Đan Mạch                | 4                           |                       |       |        |        |  |  |         |         |  |  |           |           |
|  | Đan Mạch                | 4                           |                       |       |        |        |  |  |         |         |  |  |           |           |

### Vòng 16 đội
| Wales | 0–4      | Đan Mạch                                           |
| ----- | -------- | -------------------------------------------------- |
|       | Chi tiết | - Dolberg 27', 48' - Mæhle 88' - Braithwaite 90+4' |

| Ý                           | 2–1 (s.h.p.) | Áo               |
| --------------------------- | ------------ | ---------------- |
| - Chiesa 95' - Pessina 105' | Chi tiết     | - Kalajdžić 114' |

| Hà Lan | 0–2      | Cộng hòa Séc             |
| ------ | -------- | ------------------------ |
|        | Chi tiết | - Holeš 68' - Schick 80' |

| Bỉ              | 1–0      | Bồ Đào Nha |
| --------------- | -------- | ---------- |
| - T. Hazard 42' | Chi tiết |            |

| Croatia                                        | 3–5 (s.h.p.) | Tây Ban Nha                                                                    |
| ---------------------------------------------- | ------------ | ------------------------------------------------------------------------------ |
| - Pedri 20' (l.n.) - Oršić 85' - Pašalić 90+2' | Chi tiết     | - Sarabia 38' - Azpilicueta 57' - F. Torres 77' - Morata 100' - Oyarzabal 103' |

| Pháp                                          | 3–3 (s.h.p.) | Thụy Sĩ                                          |
| --------------------------------------------- | ------------ | ------------------------------------------------ |
| - Benzema 57', 59' - Pogba 75'                | Chi tiết     | - Seferović 15', 81' - Gavranović 90'            |
| Loạt sút luân lưu                             |              |                                                  |
| - Pogba - Giroud - Thuram - Kimpembe - Mbappé | 4–5          | - Gavranović - Schär - Akanji - Vargas - Mehmedi |

| Anh                       | 2–0      | Đức |
| ------------------------- | -------- | --- |
| - Sterling 75' - Kane 86' | Chi tiết |     |

| Thụy Điển      | 1–2 (s.h.p.) | Ukraina                         |
| -------------- | ------------ | ------------------------------- |
| - Forsberg 43' | Chi tiết     | - Zinchenko 27' - Dovbyk 120+1' |

### Tứ kết
| Thụy Sĩ                                | 1–1 (s.h.p.) | Tây Ban Nha                                    |
| -------------------------------------- | ------------ | ---------------------------------------------- |
| - Shaqiri 68'                          | Chi tiết     | - Zakaria 8' (l.n.)                            |
| Loạt sút luân lưu                      |              |                                                |
| - Gavranović - Schär - Akanji - Vargas | 1–3          | - Busquets - Olmo - Rodri - Gerard - Oyarzabal |

| Bỉ                     | 1–2      | Ý                           |
| ---------------------- | -------- | --------------------------- |
| - Lukaku 45+2' (ph.đ.) | Chi tiết | - Barella 31' - Insigne 44' |

| Cộng hòa Séc | 1–2      | Đan Mạch                   |
| ------------ | -------- | -------------------------- |
| - Schick 49' | Chi tiết | - Delaney 5' - Dolberg 42' |

| Ukraina | 0–4      | Anh                                          |
| ------- | -------- | -------------------------------------------- |
|         | Chi tiết | - Kane 4', 50' - Maguire 46' - Henderson 63' |

### Bán kết
| Ý                                                         | 1–1 (s.h.p.) | Tây Ban Nha                       |
| --------------------------------------------------------- | ------------ | --------------------------------- |
| - Chiesa 60'                                              | Chi tiết     | - Morata 80'                      |
| Loạt sút luân lưu                                         |              |                                   |
| - Locatelli - Belotti - Bonucci - Bernardeschi - Jorginho | 4–2          | - Olmo - Gerard - Thiago - Morata |

| Anh                           | 2–1 (s.h.p.) | Đan Mạch        |
| ----------------------------- | ------------ | --------------- |
| - Kjær 39' (l.n.) - Kane 104' | Chi tiết     | - Damsgaard 30' |

### Chung kết
| Ý                                                       | 1–1 (s.h.p.) | Anh                                         |
| ------------------------------------------------------- | ------------ | ------------------------------------------- |
| - Bonucci 67'                                           | Chi tiết     | - Shaw 2'                                   |
| Loạt sút luân lưu                                       |              |                                             |
| - Berardi - Belotti - Bonucci - Bernardeschi - Jorginho | 3–2          | - Kane - Maguire - Rashford - Sancho - Saka |

## Thống kê

### Cầu thủ ghi bàn
Đã có 142 bàn thắng ghi được trong 51 trận đấu, trung bình 2.78 bàn thắng mỗi trận đấu.
Đây là giải đấu có số bàn thắng trung bình mỗi trận cao nhất kể từ giải vô địch bóng đá châu Âu 1976, khi mà vòng bảng lần đầu được đưa vào giải. 11 bàn phản lưới nhà đã được ghi trong giải đấu này, nhiều hơn 2 bàn so với tổng tất cả các bàn phản lưới của các giải đấu trước đó cộng lại. Với bàn thắng tại giải đấu này, Cristiano Ronaldo đã trở thành cầu thủ ghi được nhiều bàn thắng nhất tại giải vô địch châu Âu với 14 bàn thắng.
5 bàn thắng
- Patrik Schick
- Cristiano Ronaldo

4 bàn thắng
- Romelu Lukaku
- Harry Kane
- Karim Benzema
- Emil Forsberg

3 bàn thắng
- Kasper Dolberg
- Raheem Sterling
- Georginio Wijnaldum
- Robert Lewandowski
- Álvaro Morata
- Haris Seferovic
- Xherdan Shaqiri

2 bàn thắng
- Thorgan Hazard
- Ivan Perišić
- Mikkel Damsgaard
- Joakim Mæhle
- Yussuf Poulsen
- Kai Havertz
- Federico Chiesa
- Ciro Immobile
- Lorenzo Insigne
- Manuel Locatelli
- Matteo Pessina
- Memphis Depay
- Denzel Dumfries
- Pablo Sarabia
- Ferran Torres
- Roman Yaremchuk
- Andriy Yarmolenko

1 bàn thắng
- Marko Arnautović
- Christoph Baumgartner
- Michael Gregoritsch
- Saša Kalajdžić
- Stefan Lainer
- Kevin De Bruyne
- Thomas Meunier
- Luka Modrić
- Mislav Oršić
- Mario Pašalić
- Nikola Vlašić
- Tomáš Holeš
- Martin Braithwaite
- Andreas Christensen
- Thomas Delaney
- Jordan Henderson
- Harry Maguire
- Luke Shaw
- Joel Pohjanpalo
- Antoine Griezmann
- Paul Pogba
- Leon Goretzka
- Robin Gosens
- Attila Fiola
- András Schäfer
- Ádám Szalai
- Nicolò Barella
- Leonardo Bonucci
- Wout Weghorst
- Ezgjan Alioski
- Goran Pandev
- Karol Linetty
- Raphaël Guerreiro
- Diogo Jota
- Artem Dzyuba
- Aleksei Miranchuk
- Callum McGregor
- Milan Škriniar
- César Azpilicueta
- Aymeric Laporte
- Mikel Oyarzabal
- Viktor Claesson
- Breel Embolo
- Mario Gavranović
- İrfan Kahveci
- Artem Dovbyk
- Oleksandr Zinchenko
- Kieffer Moore
- Aaron Ramsey
- Connor Roberts

1 bàn phản lưới nhà
- Simon Kjær (trong trận gặp Anh)
- Lukáš Hrádecký (trong trận gặp Bỉ)
- Mats Hummels (trong trận gặp Pháp)
- Wojciech Szczęsny (trong trận gặp Slovakia)
- Rúben Dias (trong trận gặp Đức)
- Raphaël Guerreiro (trong trận gặp Đức)
- Martin Dúbravka (trong trận gặp Tây Ban Nha)
- Juraj Kucka (trong trận gặp Tây Ban Nha)
- Pedri (trong trận gặp Croatia)
- Denis Zakaria (trong trận gặp Tây Ban Nha)
- Merih Demiral (trong trận gặp Ý)

Nguồn: UEFA

### Giải thưởng
Đội hình tiêu biểu của giải đấu
Đội hình tiêu biểu của giải đấu, do ban tổ chức bình chọn, là đội hình gồm những cầu thủ thi đấu ấn tượng nhất tại các vị trí được chọn lựa trong giải đấu.
| \| Vị trí \| Cầu thủ \| \| ------ \| --------------------- \| \| TM \| Gianluigi Donnarumma \| \| HV \| Harry Maguire \| \| HV \| Leonardo Bonucci \| \| HV \| Kyle Walker \| \| HV \| Leonardo Spinazzola \| \| TV \| Pedri \| \| TV \| Pierre-Emile Højbjerg \| \| TV \| Jorginho \| \| TĐ \| Federico Chiesa \| \| TĐ \| Raheem Sterling \| \| TĐ \| Romelu Lukaku \| | Donnarumma Maguire Bonucci Walker Spinazzola Højbjerg Pedri Jorginho Chiesa Sterling Lukaku Đội hình tiêu biểu của giải đấu |
| Vị trí | Cầu thủ |
| TM | Gianluigi Donnarumma |
| HV | Harry Maguire |
| HV | Leonardo Bonucci |
| HV | Kyle Walker |
| HV | Leonardo Spinazzola |
| TV | Pedri |
| TV | Pierre-Emile Højbjerg |
| TV | Jorginho |
| TĐ | Federico Chiesa |
| TĐ | Raheem Sterling |
| TĐ | Romelu Lukaku |

Cầu thủ xuất sắc nhất giải
- Gianluigi Donnarumma

Danh hiệu Cầu thủ xuất sắc nhất giải được trao cho Gianluigi Donnarumma, đây là thủ môn đầu tiên giành chiến thắng giải thưởng này, anh được chọn bởi những thành viên thuộc tổ giám sát kỹ thuật của UEFA.
Cầu thủ trẻ xuất sắc nhất giải
- Pedri – 25 tháng 11, 2002 (18 tuổi)

Giải thưởng Cầu thủ trẻ nhất giải, một giải thưởng được trao cho những cầu thủ sinh trong hoặc sau ngày 1 tháng 1 năm 1998, được trao cho Pedri, anh được chọn bởi những thành viên thuộc tổ giám sát kỹ thuật của UEFA.
Vua phá lưới
- Cristiano Ronaldo

Danh hiệu "Vua phá lưới - tài trợ bởi Alipay", một giải thưởng được trao cho những người kiến tạo và ghi nhiều bàn nhất trong giải đấu, đã được trao cho Cristiano Ronaldo, người đã ghi 5 bàn thắng và 1 đường kiến tạo. Thứ hạng của họ được xác định dựa trên các tiêu chí: 1) số bàn thắng, 2) số đường kiến tạo, 3) số phút thi đấu ít hơn, 4) số bàn thắng ở vòng loại.
| Thứ hạng | Cầu thủ           | Số bàn thắng | Số pha kiến tạo | Số phút |
| -------- | ----------------- | ------------ | --------------- | ------- |
| 1        | Cristiano Ronaldo | 5            | 1               | 360     |
| 2        | Patrik Schick     | 5            | 0               | 404     |
| 3        | Karim Benzema     | 4            | 0               | 349     |

Bàn thắng đẹp nhất giải
- Patrik Schick (bàn thắng thứ hai v Scotland)

Giải thưởng Bàn thắng đẹp nhất giải đã được xác định bằng hình thức bình chọn trực tuyến. Tổng cộng 10 bàn thắng có trong danh sách rút gọn của giải thưởng này. Vào ngày 14 tháng 7 năm 2021, sau một cuộc bình chọn với hơn 800,000 lượt tham gia, UEFA công bố rằng bàn thắng thứ hai của tiền đạo Cộng hòa Séc Patrik Schick trước Scotland đã trở thành bàn thắng đẹp nhất của giải đấu.

### Tiền thưởng
Tiền thưởng đã được hoàn thành vào tháng 2 năm 2018. Mỗi đội tuyển nhận được một khoản phí tham gia 9,25 triệu euro, với đội thắng có thể giành được tối đa 34 triệu euro.
| Thứ hạng | Đội                                 | Số tiền (triệu €) |
| -------- | ----------------------------------- | ----------------- |
| 1        | Ý                                   | 34                |
| 2        | Anh                                 | 30,25             |
| 3        | Tây Ban Nha                         | 22,5              |
| 4        | Đan Mạch                            | 21                |
| 5        | Bỉ                                  | 19                |
| 6        | Cộng hòa Séc · Thụy Sĩ              | 16,75             |
| 8        | Ukraina                             | 16                |
| 9        | Hà Lan                              | 15,75             |
| 10       | Thụy Điển                           | 15                |
| 11       | Áo · Pháp                           | 14,25             |
| 13       | Bồ Đào Nha · Croatia · Đức · Wales  | 13,5              |
| 17       | Phần Lan · Slovakia · Nga · Hungary | 10,75             |
| 21       | Ba Lan · Scotland                   | 10                |
| 23       | Thổ Nhĩ Kỳ · Bắc Macedonia          | 9,25              |

| Vòng đã đạt được | Số tiền thưởng (triệu €)                         | Số đội |
| ---------------- | ------------------------------------------------ | ------ |
| Vòng chung kết   | 9,25                                             | 24     |
| Vòng bảng        | 1,5 (cho một trận thắng) 0,75 (cho một trận hòa) | 24     |
| Vòng 16 đội      | 2                                                | 16     |
| Tứ kết           | 3,25                                             | 8      |
| Bán kết          | 5                                                | 4      |
| Á quân           | 7                                                | 1      |
| Vô địch          | 10                                               | 1      |

### Kỷ luật
Một cầu thủ ngay lập tức bị treo giò trong trận đấu tiếp theo nếu phải nhận một trong các hình phạt sau:
- Nhận 1 thẻ đỏ (thời gian treo giò vì thẻ đỏ có thể nhiều hơn nếu là lỗi vi phạm nghiêm trọng)
- Nhận 2 thẻ vàng trong 2 trận đấu khác nhau; thẻ vàng bị xóa sau khi kết thúc vòng tứ kết (điều này không được áp dụng đến bất kỳ trận đấu quốc tế nào khác trong tương lai)

Các quyết định kỷ luật sau đây đã được thực hiện trong suốt giải đấu:
| Cầu thủ             | Vi phạm | Đình chỉ                                                |
| ------------------- | --- | ------------------------------------------------------- |
| Grzegorz Krychowiak | trong trận đấu bảng E v Slovakia (lượt trận 1; 14 tháng 6 năm 2021)                                                                           | Bảng E v Tây Ban Nha (lượt trận 2; 19 tháng 6 năm 2021) |
| Marko Arnautović    | Có hành động xúc phạm cầu thủ khác trong trận đấu Bảng C v Bắc Macedonia (lượt trận 1; 13 tháng 6 năm 2021)                                   | Bảng C v Hà Lan (lượt trận 2; 17 tháng 6 năm 2021)      |
| Ethan Ampadu        | trong trận đấu Bảng A v Ý (lượt trận 3; 20 tháng 6 năm 2021)                                                                                  | Vòng 16 đội v Đan Mạch (26 tháng 6 năm 2021)            |
| Hakan Çalhanoğlu    | trong trận đấu Bảng A v Wales (lượt trận 2; 16 tháng 6 năm 2021) · trong trận đấu Bảng A v Thụy Sĩ (lượt trận 3; 20 tháng 6 năm 2021)         | Đội đã bị loại khỏi giải đấu                            |
| Çağlar Söyüncü      | trong trận đấu Bảng A v Italy (lượt trận 1; 11 tháng 6 năm 2021) · trong trận đấu Bảng A v Thụy Sĩ (lượt trận 3; 20 tháng 6 năm 2021)         | Đội đã bị loại khỏi giải đấu                            |
| Ezgjan Alioski      | trong trận đấu Bảng C v Áo (lượt trận 1; 13 tháng 6 năm 2021) · trong trận đấu Bảng C v Hà Lan (lượt trận 3; 21 tháng 6 năm 2021)             | Đội đã bị loại khỏi giải đấu                            |
| Dejan Lovren        | trong trận đấu Bảng D v Cộng hòa Séc (lượt trận 2; 18 tháng 6 năm 2021) · trong trận đấu Bảng D v Scotland (lượt trận 3; 22 tháng 6 năm 2021) | Vòng 16 đội v Tây Ban Nha (28 tháng 6 năm 2021)         |
| Jan Bořil           | trong trận đấu Bảng D v Croatia (lượt trận 2; 18 tháng 6 năm 2021) · trong trận đấu Bảng D v England (lượt trận 3; 22 tháng 6 năm 2021)       | Vòng 16 đội v Hà Lan (27 tháng 6 năm 2021)              |
| Ondrej Duda         | trong trận đấu Bảng E v Thụy Điển (lượt trận 2; 18 tháng 6 năm 2021) · trong trận đấu Bảng E v Tây Ban Nha (lượt trận 3; 23 tháng 6 năm 2021) | Đội đã bị loại khỏi giải đấu                            |
| Endre Botka         | trong trận đấu Bảng F v Pháp (lượt trận 2; 19 tháng 6 năm 2021) · trong trận đấu Bảng F v Đức (lượt trận 3; 23 tháng 6 năm 2021)              | Đội đã bị loại khỏi giải đấu                            |
| Harry Wilson        | trong trận đấu Vòng 16 đội v Đan Mạch (26 tháng 6 năm 2021)                                                                                   | Bị treo giò sau giải đấu                                |
| Matthijs de Ligt    | trong trận đấu Vòng 16 đội v Cộng hòa Séc (27 tháng 6 năm 2021)                                                                               | Bị treo giò sau giải đấu                                |
| Marcelo Brozović    | trong trận đấu Bảng D v Anh (lượt trận 1; 13 tháng 6 năm 2021) · trong trận đấu Vòng 16 đội v Tây Ban Nha (28 tháng 6 năm 2021)               | Đội đã bị loại khỏi giải đấu                            |
| Granit Xhaka        | trong trận đấu Bảng A v Thổ Nhĩ Kỳ (lượt trận 3; 20 tháng 6 năm 2021) · trong trận đấu Vòng 16 đội v Pháp (28 tháng 6 năm 2021)               | Tứ kết v Tây Ban Nha (2 tháng 7 năm 2021)               |
| Benjamin Pavard     | trong trận đấu Bảng F v Hungary (lượt trận 2; 19 tháng 6 năm 2021) · trong trận đấu Vòng 16 đội v Thụy Sĩ (28 tháng 6 năm 2021)               | Đội đã bị loại khỏi giải đấu                            |
| Matthias Ginter     | trong trận đấu Bảng F v Bồ Đào Nha (lượt trận 2; 19 tháng 6 năm 2021) · trong trận đấu Vòng 16 đội v Anh (29 tháng 6 năm 2021)                | Đội đã bị loại khỏi giải đấu                            |
| Marcus Danielson    | trong trận đấu Vòng 16 đội v Ukraina (29 tháng 6 năm 2021)                                                                                    | Bị treo giò sau giải đấu                                |
| Remo Freuler        | trong trận đấu Tứ kết v Tây Ban Nha (2 tháng 7 năm 2021)                                                                                      | Bị treo giò sau giải đấu                                |
| Mario Gavranović    | trong trận đấu Bảng A v Ý (lượt trận 2; 16 tháng 6 năm 2021) · trong trận đấu Tứ kết v Tây Ban Nha (2 tháng 7 năm 2021)                       | Đội đã bị loại khỏi giải đấu                            |

### Bảng xếp hạng giải đấu
| VT | Đội             | ST | T | H | B | BT | BB | HS | Đ  | Kết quả chung cuộc    |
| -- | --------------- | -- | - | - | - | -- | -- | -- | -- | --------------------- |
| 1  | Ý (H)           | 7  | 5 | 2 | 0 | 13 | 4  | +9 | 17 | Vô địch               |
| 2  | Anh (H)         | 7  | 5 | 2 | 0 | 11 | 2  | +9 | 17 | Á quân                |
|    |                 |    |   |   |   |    |    |    |    |                       |
| 3  | Tây Ban Nha (H) | 6  | 2 | 4 | 0 | 13 | 6  | +7 | 10 | Bị loại ở bán kết     |
| 4  | Đan Mạch (H)    | 6  | 3 | 0 | 3 | 12 | 7  | +5 | 9  | Bị loại ở bán kết     |
|    |                 |    |   |   |   |    |    |    |    |                       |
| 5  | Bỉ              | 5  | 4 | 0 | 1 | 9  | 4  | +5 | 12 | Bị loại ở tứ kết      |
| 6  | Cộng hòa Séc    | 5  | 2 | 1 | 2 | 6  | 4  | +2 | 7  | Bị loại ở tứ kết      |
| 7  | Thụy Sĩ         | 5  | 1 | 3 | 1 | 8  | 9  | −1 | 6  | Bị loại ở tứ kết      |
| 8  | Ukraina         | 5  | 2 | 0 | 3 | 6  | 10 | −4 | 6  | Bị loại ở tứ kết      |
|    |                 |    |   |   |   |    |    |    |    |                       |
| 9  | Hà Lan (H)      | 4  | 3 | 0 | 1 | 8  | 4  | +4 | 9  | Bị loại ở vòng 16 đội |
| 10 | Thụy Điển       | 4  | 2 | 1 | 1 | 5  | 4  | +1 | 7  | Bị loại ở vòng 16 đội |
| 11 | Pháp            | 4  | 1 | 3 | 0 | 7  | 6  | +1 | 6  | Bị loại ở vòng 16 đội |
| 12 | Áo              | 4  | 2 | 0 | 2 | 5  | 5  | 0  | 6  | Bị loại ở vòng 16 đội |
| 13 | Bồ Đào Nha      | 4  | 1 | 1 | 2 | 7  | 7  | 0  | 4  | Bị loại ở vòng 16 đội |
| 14 | Croatia         | 4  | 1 | 1 | 2 | 7  | 8  | −1 | 4  | Bị loại ở vòng 16 đội |
| 15 | Đức (H)         | 4  | 1 | 1 | 2 | 6  | 7  | −1 | 4  | Bị loại ở vòng 16 đội |
| 16 | Wales           | 4  | 1 | 1 | 2 | 3  | 6  | −3 | 4  | Bị loại ở vòng 16 đội |
|    |                 |    |   |   |   |    |    |    |    |                       |
| 17 | Phần Lan        | 3  | 1 | 0 | 2 | 1  | 3  | −2 | 3  | Bị loại ở vòng bảng   |
| 18 | Slovakia        | 3  | 1 | 0 | 2 | 2  | 7  | −5 | 3  | Bị loại ở vòng bảng   |
| 19 | Nga (H)         | 3  | 1 | 0 | 2 | 2  | 7  | −5 | 3  | Bị loại ở vòng bảng   |
| 20 | Hungary (H)     | 3  | 0 | 2 | 1 | 3  | 6  | −3 | 2  | Bị loại ở vòng bảng   |
| 21 | Ba Lan          | 3  | 0 | 1 | 2 | 4  | 6  | −2 | 1  | Bị loại ở vòng bảng   |
| 22 | Scotland (H)    | 3  | 0 | 1 | 2 | 1  | 5  | −4 | 1  | Bị loại ở vòng bảng   |
| 23 | Bắc Macedonia   | 3  | 0 | 0 | 3 | 2  | 8  | −6 | 0  | Bị loại ở vòng bảng   |
| 24 | Thổ Nhĩ Kỳ      | 3  | 0 | 0 | 3 | 1  | 8  | −7 | 0  | Bị loại ở vòng bảng   |

## Tiếp thị

### Biểu trưng và khẩu hiệu
Biểu trưng chính thức đã được khánh thành vào ngày 21 tháng 9 năm 2016, trong một buổi lễ tại Tòa thị chính ở Luân Đôn. Biểu trưng mô tả Cúp Henri Delaunay được bao quanh bởi kỷ niệm những người hâm mộ trên một cây cầu, theo UEFA, đại diện cho cách bóng đá kết nối và thống nhất mọi người.
Mỗi thành phố chủ nhà cá nhân cũng có biểu trưng độc đáo của riêng họ. Các biểu trưng hình chữ nhật có dòng chữ UEFA EURO 2020 ở trên cùng, tên thành phố phía trên dòng chữ thành phố chủ nhà ở phía dưới (tất cả đều bằng viết hoa), biểu trưng giải đấu chính ở bên trái và một cây cầu địa phương ở bên phải. Mỗi biểu trưng tồn tại bằng tiếng Anh, cùng với các biến thể trong ngôn ngữ địa phương khi áp dụng. Các biểu trưng đã được khánh thành từ tháng 9 năm 2016 đến tháng 1 năm 2017.
| Thành phố chủ nhà | Ngày công bố         | Cầu                    | Ngôn ngữ khác     | TK.     |
| ----------------- | -------------------- | ---------------------- | ----------------- | ------- |
| Luân Đôn          | 21 tháng 9 năm 2016  | Cầu Tháp               | —                 | [ 230 ] |
| Roma              | 22 tháng 9 năm 2016  | Ponte Sant'Angelo      | tiếng Ý           | [ 231 ] |
| Baku              | 30 tháng 9 năm 2016  | Cầu dây văng Baku      | tiếng Azerbaijan  | [ 232 ] |
| Bucharest         | 15 tháng 10 năm 2016 | Cầu vượt Basarab       | tiếng România     | [ 233 ] |
| Glasgow           | 25 tháng 10 năm 2016 | Clyde Arc              | —                 | [ 234 ] |
| Munich            | 27 tháng 10 năm 2016 | Wittelsbacherbrücke    | tiếng Đức         | [ 235 ] |
| Copenhagen        | 1 tháng 11 năm 2016  | Cầu Circle             | tiếng Đan Mạch    | [ 236 ] |
| Budapest          | 16 tháng 11 năm 2016 | Cầu dây xích Széchenyi | tiếng Hungary     | [ 237 ] |
| Amsterdam         | 16 tháng 12 năm 2016 | Magere Brug            | tiếng Hà Lan      | [ 238 ] |
| Sankt-Peterburg   | 19 tháng 1 năm 2017  | Cầu Palace             | tiếng Nga         | [ 239 ] |
| Sevilla           | —                    | Cầu Alamillo           | tiếng Tây Ban Nha | [ 240 ] |

1. ↑  Là một phần của sự kiện ra mắt biểu trưng chính

| Thành phố chủ nhà | Ngày công bố         | Cầu                | Ngôn ngữ khác            | TK.     |
| ----------------- | -------------------- | ------------------ | ------------------------ | ------- |
| Dublin            | 24 tháng 11 năm 2016 | Cầu Samuel Beckett | tiếng Ireland            | [ 241 ] |
| Brussels          | 14 tháng 12 năm 2016 | Pont Sobieski      | tiếng Hà Lan, tiếng Pháp | [ 242 ] |
| Bilbao            | 15 tháng 12 năm 2016 | Cầu San Antón      | tiếng Tây Ban Nha        | [ 243 ] |

Khẩu hiệu chính thức của giải đấu là "Live It. For Real". Khẩu hiệu này nhằm khuyến khích những người hâm mộ xem các trận đấu trực tiếp trong các sân vận động trên khắp châu Âu.

### Quả bóng chính thức

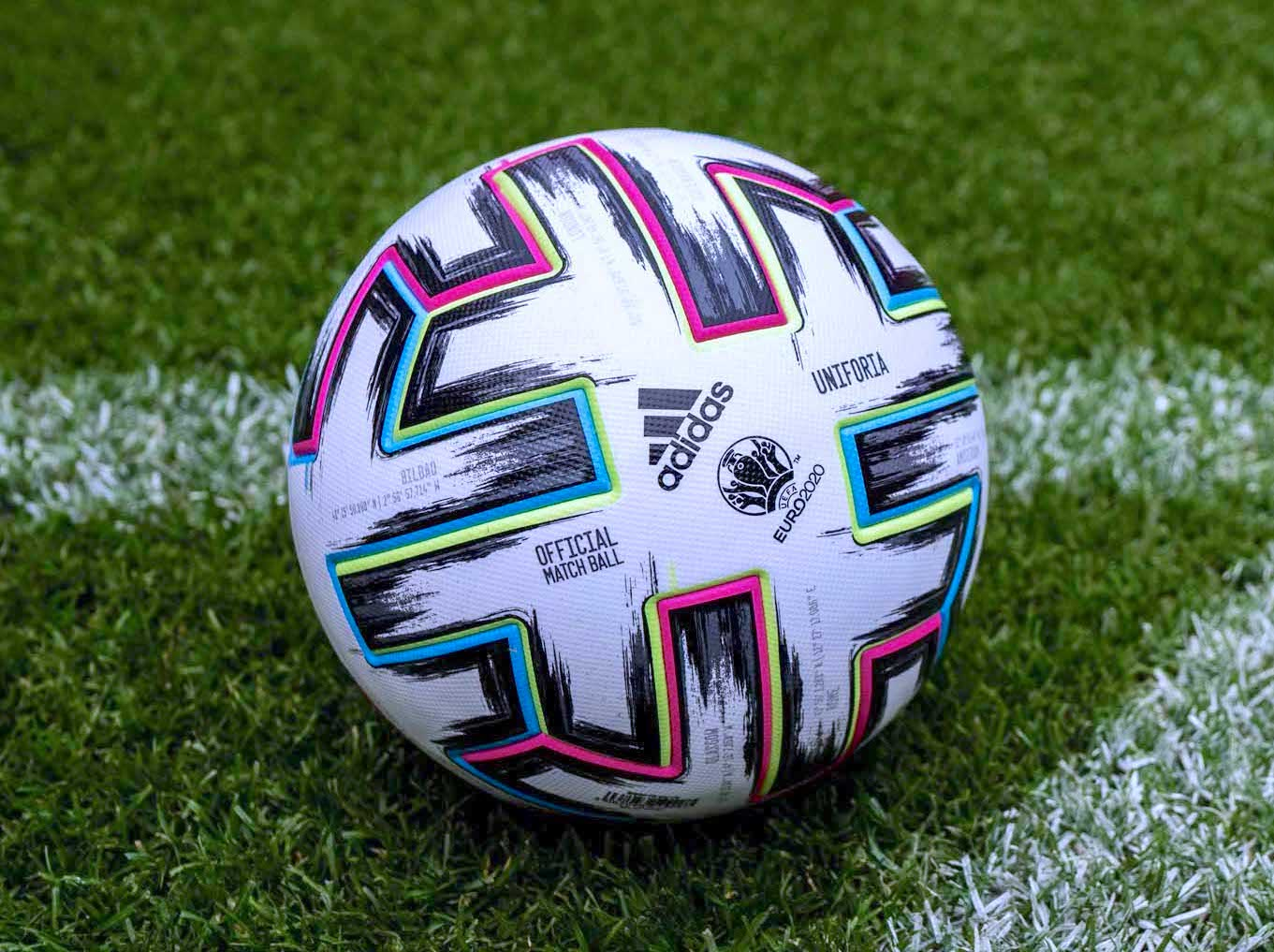
Trái bóng chính thức "Uniforia"

Vào ngày 6 tháng 11 năm 2019, UEFA đã thông báo rằng Uniforia của Adidas là quả bóng chính thức của giải đấu này. Chủ yếu là màu trắng, quả bóng có các nét màu đen với các sọc màu xanh, neon và màu hồng, và có tọa độ của 12 thành phố chủ nhà của giải đấu (bao gồm Dublin và Bilbao, hai thành phố này sau đó đã bị loại khỏi danh sách chủ nhà của giải đấu). Tên này có nguồn gốc từ từ ghép của hai từ "unity" (thống nhất) và "euphoria" (hưng phấn).

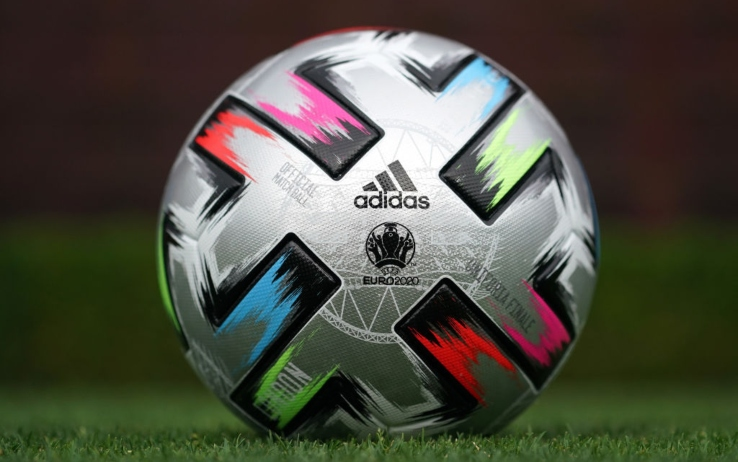
Adidas Uniforia Finale, quả bóng được sử dụng trong các trận bán kết và chung kết

Một biến thể khác của quả bóng này là "Uniforia Finale" đã được công bố vào ngày 5 tháng 7 năm 2021, được sử dụng trong các trận bán kết và chung kết. Quả bóng này có đế màu bạc, đồng thời có những màu sắc khác nhau, hơn nữa trên quả bóng còn ghi tọa độ của thành phố London (51° 33' 21,5" N, 0° 16' 46,4" W).

### Linh vật
Linh vật chính thức của giải đấu, Skillzy, đã được khánh thành vào ngày 24 tháng 3 năm 2019. Nhân vật này được lấy cảm hứng từ bóng đá tự do, bóng đá đường phố và văn hóa panna.

### Bài hát chính thức
Vào ngày 19 tháng 10 năm 2019, DJ và nhà sản xuất thu âm người Hà Lan Martin Garrix đã được công bố là nghệ sĩ âm nhạc chính thức của giải đấu. Anh là người sản xuất bài hát chính thức của giải đấu, cũng như nhạc dạo trước các trận đấu và bộ âm thanh phát sóng trên truyền hình. Bài hát chính thức của giải, "We Are the People", với sự tham gia của Bono và the Edge từ ban nhạc rock Ireland U2 đã được phát hành vào ngày 14 tháng 5 năm 2021. Bài hát này được biểu diễn lần đầu tiên tại lễ khai mạc tại sân vận động Olimpico ở Roma.
Vào ngày 18 tháng 6 năm 2021, Martin Garrix đã phát hành bài hát chính thức phiên bản phối lại do chính anh tự phối "We Are The People (Martin Garrix Remix)". Phiên bản phối lại này của anh đã được sử dụng cho các buổi mở màn trước mỗi trận đấu.

### Trò chơi điện tử
Trò chơi được Konami phát hành dưới dạng DLC miễn phí trên eFootball PES 2020 vào tháng 6 năm 2020 và vào Bản cập nhật mùa giải 2021 vào ngày ra mắt. Nó bao gồm các bộ trang phục thi đấu chính thức và hình tượng cầu thủ cho tất cả 55 đội tuyển thuộc UEFA được cấp phép chính thức. Bản cập nhật cũng bao gồm 5 trong số 11 địa điểm của giải đấu, cũng như quả bóng chính thức.

### Tài trợ
UEFA có các "nhà tài trợ" sau:
- "Nhà tài trợ chính thức của các đội tuyển quốc gia": Alipay,[253] Booking Holdings,[254] FedEx,[255] Gazprom,[256] Hisense,[257] và Volkswagen.[258]
- "Nhà tài trợ chính thức của Giải vô địch bóng đá châu Âu 2020": Coca-Cola,[259] Heineken,[260]Lay's, Qatar Airways,[261] Takeaway.com,[262] TikTok,[263] và Vivo Mobile.[264]
- "Nhà tài trợ bản quyền của Giải vô địch bóng đá châu Âu 2020": Adidas, Hublot, IMG, Konami, Panini

## Phát sóng
Trung tâm phát sóng quốc tế (IBC) được đặt tại Hội chợ triển lãm Haarlemmermeer ở Vijfhuizen, Hà Lan.

## Sự cố, sự kiện và tranh cãi

### Về bộ trang phục thi đấu của Ukraina
Đội tuyển Ukraina đã giới thiệu áo thi đấu của họ tại giải đấu, áo thi đấu này được trang trí bằng một bản đồ có biên giới quốc gia, trong đó có bán đảo Krym. Bán đảo này đã bị sáp nhập vào Liên bang Nga bất hợp pháp vào năm 2014 nhưng Ukraina và Liên Hiệp Quốc vẫn coi bán đảo này là một phần lãnh thổ của họ. Trên áo thi đấu của họ còn có khẩu hiệu "Glory to Ukraine! Glory to the heroes!" (Vinh quang cho Ukraina! Vinh quang cho những người anh hùng!) Người phát ngôn Bộ Ngoại giao Nga Maria Zakharova cho rằng những khẩu hiệu như thế này mang tính chủ nghĩa dân tộc và đồng thời giống như khẩu hiệu mà những người thuộc Chủ nghĩa quốc xã sử dụng. Nghị sĩ Nga Dmitry Svishchev đã yêu cầu sự can thiệp của UEFA vì áo thi đấu này "hoàn toàn không phù hợp". UEFA cho rằng bản đồ của Ukraina không có gì phải tranh cãi, vì nó phản ánh chính xác đường biên giới được Liên Hiệp Quốc công nhận, trong khi đó họ đã yêu cầu loại bỏ cụm từ này, vì "sự kết hợp của hai khẩu hiệu này được coi là sự kết hợp rõ ràng có tính chất chính trị, đồng thời mang tính lịch sử lẫn quân sự của quốc gia".

### Christian Eriksen ngã gục trên sân
Trận đấu giữa Đan Mạch và Phần Lan ở bảng B đã bị tạm dừng trong vài phút trước khi hiệp 1 khép lại sau khi tiền vệ đội tuyển Đan Mạch Christian Eriksen đã ngất trên đường pitch vì ngừng tim. Anh đã được đưa tới bệnh viên Rigshospitalet và đã hồi phục, và trận đấu đã được tiếp tục trở lại theo quyết định của đội tuyển Đan Mạch vào buổi tối cùng ngày. Sau trận đấu, đội tuyển Đan Mạch cho biết việc họ phải quyết định tiếp tục trận đấu thật là không công bằng đối với họ. Cựu tuyển thủ Peter Schmeichel đã khẳng định rằng đội tuyển Đan Mạch đã được UEFA đưa ra ba lựa chọn: kết thúc trận đấu trong cùng một ngày, kết thúc trận đấu vào 12 giờ trưa ngày hôm sau, hay bỏ trận đấu và chấp nhận thua 3–0. UEFA đã phủ nhận việc một trong hai đội đã bị cảnh cáo phải bỏ trận đấu.
Đài truyền hình Anh BBC đã nhận được hơn 6,000 đơn khiếu nại về nguồn cấp dữ liệu video của UEFA khi đã phát trực tiếp hình ảnh Eriksen được hô hấp nhân tạo trên sân.

### Hành động ý nghĩa của các đội tuyển và UEFA
Trước mỗi trận đấu sẽ có lễ mở màn nhỏ với 2 chiếc áo của 2 đội tuyển thi đấu cỡ lớn được kéo căng ra, sau sự cố của Eriksen thì tổ chức giải đấu đã thêm tên của Eriksen và con số 10 vào chiếc áo cỡ lớn của đội tuyển Đan Mạch như một lời chúc tốt đẹp đến anh và mong anh sớm khỏe lại.
Ở hiệp hai của trận đấu giữa Phần Lan và Đan Mạch, các cầu thủ Phần Lan đã ghi bàn vào lưới Đan Mạch nhưng đã có hành động không ăn mừng để thể hiện sự tôn trọng đến đội tuyển Đan Mạch trước sự cố trên.
Các cổ động viên Bỉ cũng đã có những hành động đẹp với những lời chúc tới Eriksen và đội tuyển Đan Mạch ở trận đấu giữa Bỉ và Đan Mạch.
Các đội tuyển bóng đá quốc gia như Bỉ, xứ Wales, CH Séc, Anh cũng đã gửi tặng cho đội tuyển Đan Mạch một chiếc áo có tên Christian và số 10 trước trận đấu với thiết kế độc quyền của mỗi đội tuyển quốc gia.

### Hành động gây xúc phạm của Marko Arnautović
Trong trận đấu của Áo trước Bắc Macedonia vào ngày 13 tháng 6 năm 2021, cầu thủ đội tuyển Áo Marko Arnautović đã có những lời lẽ xúc phạm cầu thủ người Macedonia Ezgjan Alioski và gia đình của anh sau bàn thắng nâng tỷ số lên 3–1. Arnautović là người gốc Serbia, và Alioski là người gốc Albania; cả hai quốc gia đang có xung đột chính trị do ảnh hưởng của Kosovo trong nhiều thập kỷ. Liên đoàn bóng đá Macedonia đã đệ đơn lên UEFA sau trận đấu và đề nghị một mức án phạt rõ ràng. Ủy ban Kiểm soát UEFA sau đó đã mở một cuộc điều tra. Kết quả là Arnautović đã bị UEFA cấm thi đấu trận tiếp theo vì "có hành động xúc phạm cầu thủ khác", do đó không thể góp mặt trong trận đấu thứ hai ở vòng bảng của Áo trước Hà Lan.

### Việc loại bỏ chai đồ uống của đơn vị tài trợ
Trong buổi họp báo trước trận đấu đầu tiên của Bồ Đào Nha vào ngày 14 tháng 6 năm 2021, Cristiano Ronaldo đã lấy chai Coca-Cola ra khỏi bàn và đặt một chai nước lên trước máy quay hình nhằm nhấn mạnh chai nước đó, thứ tốt hơn Coca-Cola hay nước uống soda là thức uống lý tưởng của anh; hành động này của Ronaldo được cho là đứng sau sự sụt giảm của thị phần công ty Coca-Cola, nhưng sau đó họ thấy điều này không liên quan với hành động đó. Sau trận đấu đầu tiên của Pháp với Đức, trong buổi họp báo sau trận, Paul Pogba đã bỏ những chai bia Heineken không có cồn khỏi bàn. Sau hai hành động này, UEFA đã nói với từng đội bóng tham dự giải vô địch châu Âu nhằm chỉ ra tầm quan trọng của các nhà tài trợ. UEFA cũng cho biết rằng nếu sự việc này vẫn xảy ra thì những cầu thủ này sẽ phải nhận án phạt.

### Cuộc biểu tình của tổ chức Hòa bình xanh
Trước trận đấu giữa Đức và Pháp vào ngày 15 tháng 6 năm 2021 tại Munich, một người đàn ông với chiếc máy bán tải đã bị mắc kẹt trên một sợi dây cố định trong khi đang bay qua sân vận động Allianz Arena, rơi xuống đất, sượt qua khu vực khán đài và đã hạ cánh an toàn trên đường pitch. Trong hành động được dự định là một cuộc biểu tình bởi tổ chức Hòa bình xanh nhằm phản đối nhà sản xuất xe hơi Volkswagen, một quả bóng cỡ lớn có nhãn mác được cho là đã bị ném xuống sân, khiến cho hai người trên khán đài đã bị chấn thương ở đầu và cần phải được chăm sóc y tế. Cuộc biểu tình này đã bị lên án mạnh mẽ do là hành động gây nguy hiểm cho người xem; UEFA cho rằng đây là một "hành động thực sự liều lĩnh và nguy hiểm" và có thể gây ra hậu quả nghiêm trọng cho nhiều người. Hiệp hội bóng đá Đức (DFB), thủ tướng Bavaria Markus Söder, và các nhà hoạt động chính trị khác đã có những động thái tương tự, và tổ chức Hòa bình xanh đã gửi lời xin lỗi. Toàn bộ lệnh cấm bay qua sân Allianz Arena đã được ban hành trong thời gian diễn ra giải vô địch châu Âu. Cảnh sát Munich đang điều tra đối với người nhảy dù này về hành vi xâm phạm thân thể, xâm phạm vùng cấm, cũng như vi phạm Đạo luật Hàng không.

### Băng đội trưởng có màu cầu vồng
Hưởng ứng Tháng Tự hào, đội tuyển Đức đã sử dụng các biểu trưng có liên quan. Đội trưởng Manuel Neuer đã đeo băng đội trưởng cầu vồng trong trận đấu giao hữu với Latvia vào ngày 7 tháng 6 và tiếp tục đeo băng đội trưởng này trong những trận đấu tiếp theo của đội tuyển Đức. UEFA đã tiến hành một cuộc điều tra về điều này trong suốt thời gian diễn ra vòng bảng của giải đấu. Họ cho rằng chiếc băng đội trưởng là một "biểu tượng cho sự đa dạng của đội bóng", và bởi vậy đây là một "lý do chính đáng." UEFA đã quyết định không đưa ra án phạt cho Neuer vì phạm luật quy định các đội trưởng của các đội tuyển bắt buộc phải đeo băng đội trưởng do UEFA cung cấp.

Đội trưởng Wijnaldum của đội tuyển bóng đá quốc gia Hà Lan cũng đã đeo chiếc băng đội trưởng cầu vồng trong trận đấu với CH Séc được tổ chức tại Budapest, Hungary theo chiến dịch OneLove do Hiệp hội bóng đá Hoàng gia Hà Lan phát động nhằm ủng hộ cộng đồng LGBTQI+ và phản đối luật mới của chính phủ Hungary nhằm vào cộng đồng này. Trước trận đấu, anh đã đăng tải một đoạn tweet:
"Trong trận đấu hôm nay, tôi sẽ đeo băng đội trưởng #OneLove để nhấn mạnh rằng chúng tôi đại diện cho sự toàn diện và kết nối.

Chúng tôi chống lại bất kỳ hình thức loại trừ và phân biệt đối xử nào. Chúng tôi hy vọng sẽ hỗ trợ tất cả những ai cảm thấy bị phân biệt đối xử trên toàn thế giới."

### Chiếu ánh sắc cầu vồng trên sân Allianz Arena

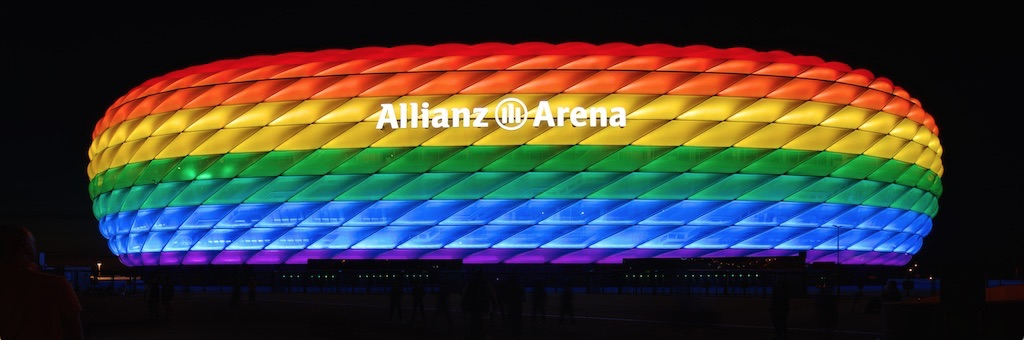
Ánh sắc cầu vồng trên sân vận động Allianz Arena (2016)

Trước trận đấu vòng bảng giữa Đức và Hungary vào ngày 23 tháng 6 năm 2021, Hội đồng thành phố Munich đã đệ đơn lên UEFA yêu cầu mặt tiền của sân vận động phải được chiếu sáng bằng màu cầu vồng như là biểu tượng của sự đa dạng và khoan dung. Khi mà dự án này được hiểu là sự chống lại đạo luật đã được Quốc hội Hungary thông qua nhằm hạn chế quyền chia sẻ thông tin của những người trẻ tuổi có liên quan đến đồng tính luyến ái và chuyển giới, UEFA đã từ chối đề nghị này nhằm khẳng định sự trung lập về chính trị và tôn giáo. Sau khi bước đầu đồng ý việc chiếu sáng sân vận động bằng màu sắc cầu vồng, DFB đã tham gia vị trí của UEFA. Thị trưởng thành phố Munich Dieter Reiter đã chỉ trích những quyết định này và cho rằng việc chiếu sáng này không phải là vì mục đích chính trị mà đó là một biểu tượng của lòng nhân đạo và quyền bình đẳng của tất cả mọi người. Trái lại, Bộ trưởng Bộ Ngoại giao Hungary Péter Szijjártó đã ủng hộ quyết định mà UEFA "không tham gia vào một vụ xung đột chính trị chống lại Hungary."
Hầu hết các đảng phái chính trị của Đức đã phản ứng nhằm lên án lệnh cấm của UEFA. Các sân vận động bóng đá khác ở Đức, như ở Cologne, Augsburg, Frankfurt, Wolfsburg, Berlin, và Darmstadt, đều đã chiếu ánh sắc cầu vồng. Munich cũng đã chiếu ánh sắc này ở Tòa thị chính, Tháp Olympic, và turbine gió ngay bên cạnh sân bóng. Tại Hà Lan, Erasmusbrug, Ziggo Dome, cùng với các tòa tháp ở Alphen aan den Rijn và một số tòa thị chính tại đây cũng đã chiếu ánh sắc cầu vồng. Nhằm phản đối lệnh cấm này của UEFA, nhiều công ty lớn cũng đã sử dụng màu cầu vồng cho logo công ty của họ trên các nền tảng mạng xã hội, như Twitter và Facebook, trong số đó có BMW, Volkswagen, Deutsche Telekom, Siemens, Sparkasse, và HypoVereinsbank. Ân xá Quốc tế và CSD Đức đã thông báo rằng họ sẽ sản xuất lên tới 11,000 lá cờ, 5,000 thùng các-tông, và 4,500 nhãn dán với khẩu hiệu "Don't Kick LGBTIQ Rights" (Đừng chống lại quyền LGBTIQ) cho các khán giả vào sân. Vào ngày 23 tháng 6, UEFA cũng đã tự thay đổi logo trên trang mạng xã hội với nền cầu vồng và lời khẳng định "cầu vồng không phải là một biểu tượng của chính trị, mà là một dấu hiệu cho những cam kết vững chắc của chúng tôi dành cho một xã hội đa dạng và hòa nhập hơn." Để phản đối điều này, Gábor Kubatov, chủ tịch câu lạc bộ bóng đá Hungary Ferencváros kiêm phó chủ tịch công ty Fidesz, đã yêu cầu các sân vận động Hungary phải được chiếu sáng bằng màu cờ quốc gia Hungary. Ngoài ra, thủ tướng Hungary Viktor Orbán đã huỷ bỏ chuyến thăm tới Munich nhằm phản đối điều này.

### Các vấn đề về cờ cầu vồng tại UEFA Euro 2020
Người phát ngôn của Hiệp hội bóng đá Hoàng gia Hà Lan nói với ESPN Hà Lan rằng an ninh tại Puskas Arena, Hungary đã ngăn người hâm mộ của họ mang lá cờ cầu vồng LGBTQI+ vào khu vực dành cho người hâm mộ UEFA Euro 2020, mặc dù UEFA phủ nhận việc cấm biểu tượng này:

"Trái ngược với một số thông tin trên truyền thông Hà Lan, UEFA muốn làm rõ rằng họ không cấm bất kỳ biểu tượng màu cầu vồng nào từ khu vực dành cho người hâm mộ UEFA Euro 2020 ở Budapest, thuộc trách nhiệm của chính quyền địa phương. UEFA rất hoan nghênh bất kỳ biểu tượng nào như vậy vào khu vực dành cho người hâm mộ.

UEFA nhắc nhở Liên đoàn bóng đá Hungary rằng các biểu tượng màu cầu vồng không mang tính chính trị và phù hợp với chiến dịch #EqualGame của UEFA, đấu tranh chống lại mọi sự phân biệt đối xử, bao gồm cả cộng đồng LGBTQI+, những lá cờ như vậy sẽ được phép mang vào sân vận động."
Trước đó, UEFA đã gây tranh cãi khi từ chối đề xuất của thị trưởng Munich về việc chiếu sáng Allianz Arena bằng màu cầu vồng cho trận đấu giữa Đức và Hungary. Đề xuất ấy được đưa ra vài ngày sau khi quốc hội Hungary thông qua luật cấm quảng bá hoặc miêu tả đồng tính luyến ái hoặc xác định lại giới tính. UEFA sau đó đã phê duyệt các quảng cáo có chứa chủ đề cầu vồng được sử dụng tại UEFA Euro 2020, chỉ vài ngày sau khi từ chối đề xuất của thị trưởng Munich.

Vào ngày 3 tháng 7 năm 2021, UEFA đã bắt đầu một cuộc điều tra sau khi hai khán giả đã bị tịch thu lá cờ cầu vồng trong trận đấu vòng tứ kết giữa Cộng hòa Séc và Đan Mạch tại sân vận động Olympic Baku ở Azerbaijan. Những hình ảnh trong khi trận đấu đang diễn ra cho thấy hai nhân viên an ninh đã tịch thu cờ cầu vồng, thứ mà đã được khán giả sử dụng nhằm ủng hộ cộng đồng LGBTQI+ và phản đối luật mới của chính phủ Hungary nhằm vào cộng đồng này. Hành động trên của 2 nhân viên an ninh đã làm cho các cổ động viên khác trên khán đài phản đối và cuộc xung đột cãi vã lớn giữa các cổ động viên Đan Mạch và 2 nhân viên an ninh đã diễn ra trên khán đài. Trong một lời khẳng định, UEFA cho biết:
"UEFA chưa bao giờ yêu cầu các nhân viên ở Baku – hoặc ở bất cứ một sân vận động nào khác – tịch thu cờ cầu vồng. Chúng tôi hiện đang điều tra về những gì đã xảy ra và tất nhiên chúng tôi sẽ liên hệ với đại diện của UEFA, nhân viên an ninh UEFA và chính quyền địa phương để làm rõ điều này. Lá cờ cầu vồng là biểu tượng thể hiện những giá trị cốt lõi của UEFA, nhằm khẳng định thứ mà chúng tôi tin tưởng – về một xã hội công bằng và bình đẳng hơn, về sự khoan dung với tất cả mọi người và UEFA đã đảm bảo rằng lá cờ đã được trả lại cho những người hâm mộ ấy."
Tuy nhiên trước đó, UEFA đã gửi một thông báo cho các đơn vị tài trợ với nội dung không sử dụng quảng cáo có chứa chủ đề cầu vồng, hình ảnh và thông điệp liên quan đến cộng đồng LGBTQ+ vào trận đấu vòng tứ kết giữa Cộng hòa Séc và Đan Mạch và trận đấu vòng tứ kết giữa Thụy Sĩ và Tây Ban Nha tại sân vận động Olympic Baku, Azerbaijan và sân vận động Krestovski, Nga nhằm tôn trọng pháp luật địa phương.

### Sự cố trong trận đấu giữa Anh và Đan Mạch
Ở phút thứ 104 trong trận bán kết giữa Anh và Đan Mạch, trọng tài Danny Makelele đã cho đội tuyển Anh quả phạt đền sau khi cầu thủ Đan Mạch Joakim Mæhle đã phạm lỗi với cầu thủ Anh Raheem Sterling trong khu vực cấm địa. Thủ môn Đan Mạch Kasper Schmeichel đã chặn được quả đá phạt đền của Harry Kane, nhưng Kane đã đá bồi lại thành công để ghi bàn. Trong buổi họp báo ngay sau trận đấu, huấn luyện viên đội tuyển Đan Mạch Kasper Hjulmand đã bày tỏ sự không hài lòng với quyết định thổi phạt đền này, cũng như là việc hai quả bóng xuất hiện cùng lúc trên sân sau pha phạm lỗi. Những bình luận viên không thuộc quốc tịch Anh như Arsene Wenger, José Mourinho và Dietmar Hamann đã chỉ trích quyết định thổi phạt đền này trong và sau trận đấu, cho rằng không nên quả phạt đền đó sau khi đã tham khảo công nghệ VAR, trong khi Roy Keane nói tình huống này là "rất, rất nhẹ". Cựu tiền đạo đội tuyển Anh Alan Shearer cho rằng quyết định thổi phạt đền này là "nhẹ" và cũng cho biết anh sẽ "khá tức giận nếu quả phạt đền đó được trao cho Anh", trong khi cựu hậu vệ cánh đội tuyển Anh Gary Neville cho rằng "Công bằng mà nói, bạn sẽ thực sự đau đớn nếu bạn để đối thủ hưởng một quả phạt đền như vậy" và trọng tài chính Mark Clattenburg (người điều khiển trận chung kết năm 2016) nói rằng ông sẽ không thổi phạt đền cho một pha xử lý như thế này "trong một thời điểm quan trọng như vậy".
Tờ Birmingham Mail cho rằng Đan Mạch đã chọc thủng hàng rào của đội tuyển Anh trong một quả đá phạt dẫn đến bàn mở tỷ số của trận đấu, và họ cho rằng chính vì điều này mà bàn thắng của Đan Mạch lẽ ra phải không được công nhận. Theo Luật bóng đá FIFA, trong quả đá phạt, những cầu thủ đá phạt phải đứng cách hàng rào của đối thủ một mét, và các cầu thủ Đan Mạch bị cáo buộc ngăn chặn tầm nhìn của thủ môn Jordan Pickford đã vi phạm điều này.
Vào ngày 8 tháng 7 năm 2021, tức một ngày sau trận đấu, UEFA đã mở một vụ án nhằm kỷ luật Hiệp hội bóng đá Anh về việc một tia laser đã chiếu thẳng vào thủ thành Đan Mạch Kasper Schmeichel trước quả phạt đền quyết định, cũng như việc khán giả la ó khi quốc ca Đan Mạch vang lên, và việc sử dụng pháo hoa trái phép. Bút laser ban đầu đã được cả hiệp hội bóng đá Anh và UEFA đưa vào tầm ngắm ngay trong hiệp phụ thứ nhất nhưng cuối cùng lại không thể tìm thấy ai là người làm điều này. Hiệp hội bóng đá Anh đã bị phạt £25,630 (€30,000) sau ba sự việc nói trên.

### Sự cố trong trận đấu giữa Ý và Anh

#### Bạo loạn trên sân Wembley trước trận chung kết
Một ngày trước trận chung kết giữa Ý và Anh, hàng nghìn người hâm mộ đã tập trung tại sân vận động Wembley trong suốt buổi sáng và chiều, nhằm đề nghị cảnh sát rằng bất cứ ai không có vé không được du lịch tới đây. Hai tiếng trước trận chung kết, những hình ảnh ngoài sân cho thấy hàng nghìn người hâm mộ đã gây gổ với cảnh sát và bảo vệ nhằm cố gắng vượt qua hàng rào bảo vệ để có thể vào sân. Khoảng 400 người không mua vé đã vào sân tại khu 104. Một lượng lớn người dân đã tụ tập ở quảng trường Leicester để ném chai lọ và những vật dụng khác, cũng như tại quảng trường Trafalgar, nơi mà có khu vực dành cho khán giả có vé tới xem. Sự đụng độ và hỗn loạn này dẫn đến việc cảnh sát đã bắt giữ tổng cộng 86 người, 53 người trong số đó là tại sân Wembley với nhiều tội danh, như gây rối trật tự công cộng, hành hung, uống rượu và làm mất trật tự gây hậu quả nghiêm trọng. 19 cảnh sát đã bị thương, trong đó có một người mất hàm răng và một người khác bị gãy tay.
Vào ngày 12 tháng 7 năm 2021, một ngày sau trận chung kết, Hiệp hội bóng đá Anh cho biết họ sẽ mở cuộc điều tra toàn diện về việc vì sao những người không có vé lại có thể vượt qua hàng rào an ninh và vào sân vận động Wembley để xem trận chung kết Euro 2020. Vào ngày 13 tháng 7 năm 2021, sau khung cảnh hỗn loạn tại trận chung kết Euro 2020 trên sân Wembley, UEFA đã mở một vụ kỷ luật với hiệp hội bóng đá Anh với các hành vi một người hâm mộ Anh nhảy vào sân, việc người hâm mộ ném những đồ vật vào, gây rối trong khi quốc ca Ý vang lên, và việc sử dụng pháo hoa trái phép.

#### Lạm dụng mạng để phân biệt chủng tộc sau trận chung kết
Một số cầu thủ của đội tuyển Anh như Bukayo Saka, Jadon Sancho và Marcus Rashford đã bị nhiều người quá khích chỉ trích nặng nề (mang xu hướng phân biệt chủng tộc) trên mạng xã hội sau khi đã đá hỏng luân lưu trong thất bại của Anh trước Ý tại trận chung kết Euro 2020. Cả ba cầu thủ này là người giao trọng trách đá ba quả luân lưu cuối cùng – hai trong ba quả đó đã bị thủ thành đội tuyển Ý Gianluigi Donnarumma cản phá – trong trận thua 3–2 trên chấm luân lưu của Anh vào ngày chủ nhật, 11 tháng 7 năm 2021, và ngay lập tức những ngôn ngữ và biểu cảm phân biệt chủng tộc xuất hiện trên tài khoản mạng xã hội của họ.
Hiệp hội bóng đá Anh đã lên án hành vi lạm dụng này và cho biết họ thực sự "sốc trước hành vi phân biệt chủng tộc trên mạng" nhằm vào một số cầu thủ trên mạng xã hội. Trong một phát biểu của họ, họ cho rằng:
"Chúng tôi không thể nói thêm rằng bất kỳ ai đứng sau hành vi ghê rợn này đều không được hoan nghênh khi họ theo dõi đội bóng của chúng tôi. Chúng tôi sẽ làm tất cả những gì có thể để giúp đỡ các cầu thủ bị nhắm tới đồng thời đề nghị xử lý một cách nghiêm khắc nhất có thể cho bất kỳ ai làm điều này. Chúng tôi sẽ tiếp tục tìm mọi cách để loại bỏ sự phân biệt đối xử này ra khỏi bóng đá, tuy vậy chúng tôi cũng mong chính phủ hành động một cách nhanh chóng và đưa ra biện pháp phù hợp để đưa ra ánh sáng hành vi lạm dụng này. Các công ty mạng xã hội cần đẩy mạnh cũng như chịu trách nhiệm và hành động bằng mọi cách để ngăn chặn những kẻ lạm dụng những nền tảng này khỏi nền tảng của mình, đồng thời thu thập dẫn chứng nhằm truy tố và giúp đỡ để nền tảng của họ không bị ảnh hưởng bởi chính hành vi lạm dụng đáng bị lên án này."
Cảnh sát thành phố đã mở cuộc điều tra về việc lạm dụng này và nói trên Twitter rằng sự lạm dụng này là "không thể chấp nhận được" và điều này là không thể bỏ qua. Thủ tướng Anh Boris Johnson và chủ tịch FA Vương tử William, Công tước xứ Cambridge cũng đã lên án hành vi lạm dụng phân biệt chủng tộc này.

## Đón nhận
Giải đấu được đón nhận nhiệt tình vì có tần suất ghi bàn cao, trung bình 2.78 bàn thắng một trận là một kỷ lục của tất cả mọi giải vô địch châu Âu kể từ khi vòng bảng xuất hiện lần đầu tiên tại 1980. Hai trong số các trận đấu có nhiều bàn thắng nhất giải vô địch châu Âu nằm trong giải đấu này. 18 bàn đã được ghi trong bốn trận đấu vòng bảng vào ngày 23 tháng 6 năm 2021 lập nên kỷ lục của giải, trong khi 14 bàn thắng ghi trong các trận đấu Croatia v Tây Ban Nha và Pháp v Thụy Sĩ vào ngày 28 tháng 6 năm 2021 đã giúp cho ngày hôm đó trở thành ngày có số bàn thắng ghi được nhiều nhất ở vòng đấu loại trực tiếp cũng như là ngày có số bàn thắng cao thứ hai trong lịch sử.
Cách điều khiển trận đấu một cách "nhẹ nhàng" cũng đã được đón nhận rất tích cực, vì họ cho biết việc chỉ định những trọng tài này là nhằm giữ đồng đều nhịp độ của trận đấu.